# Kö-Bogen

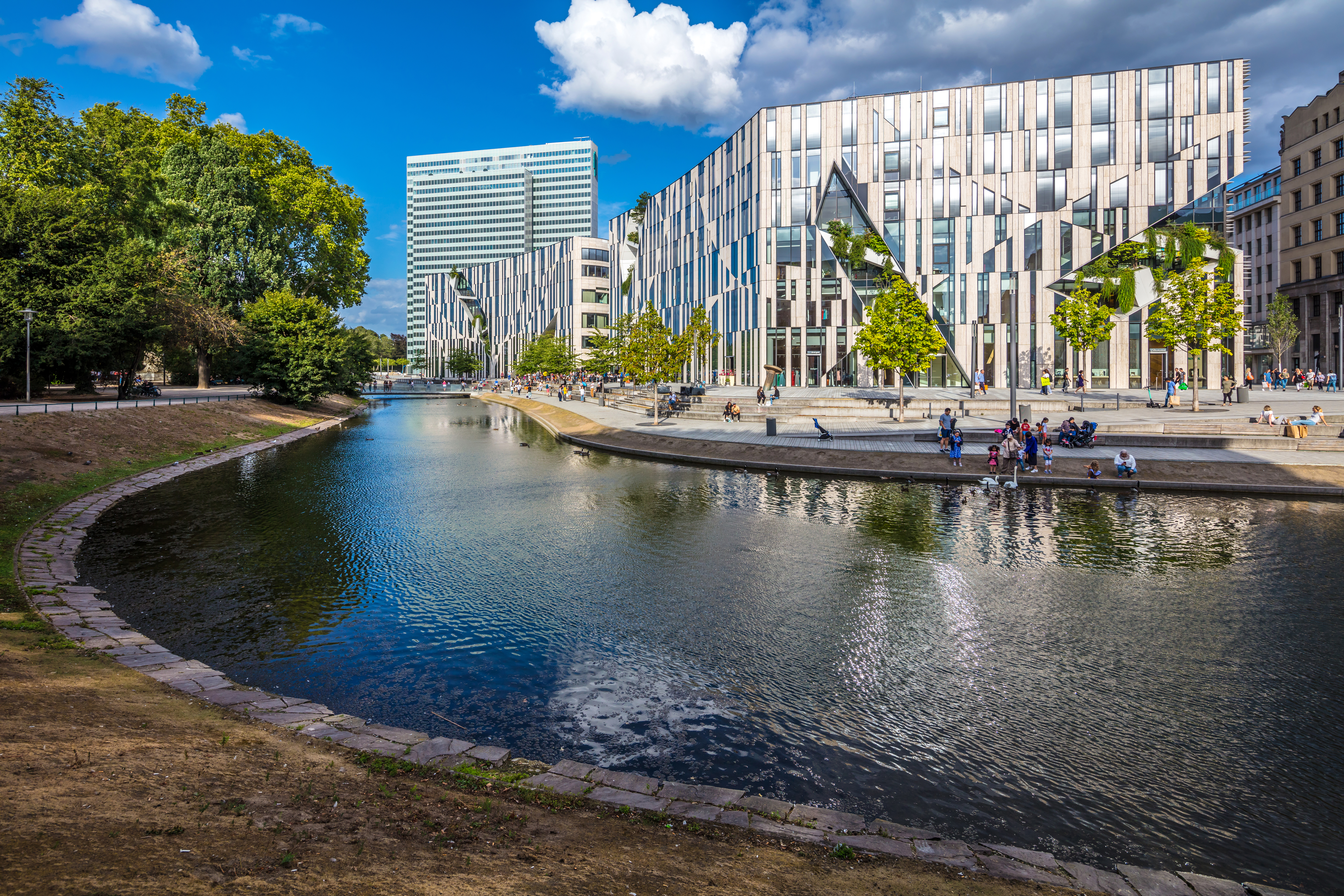
Kö-Bogen I, 2019

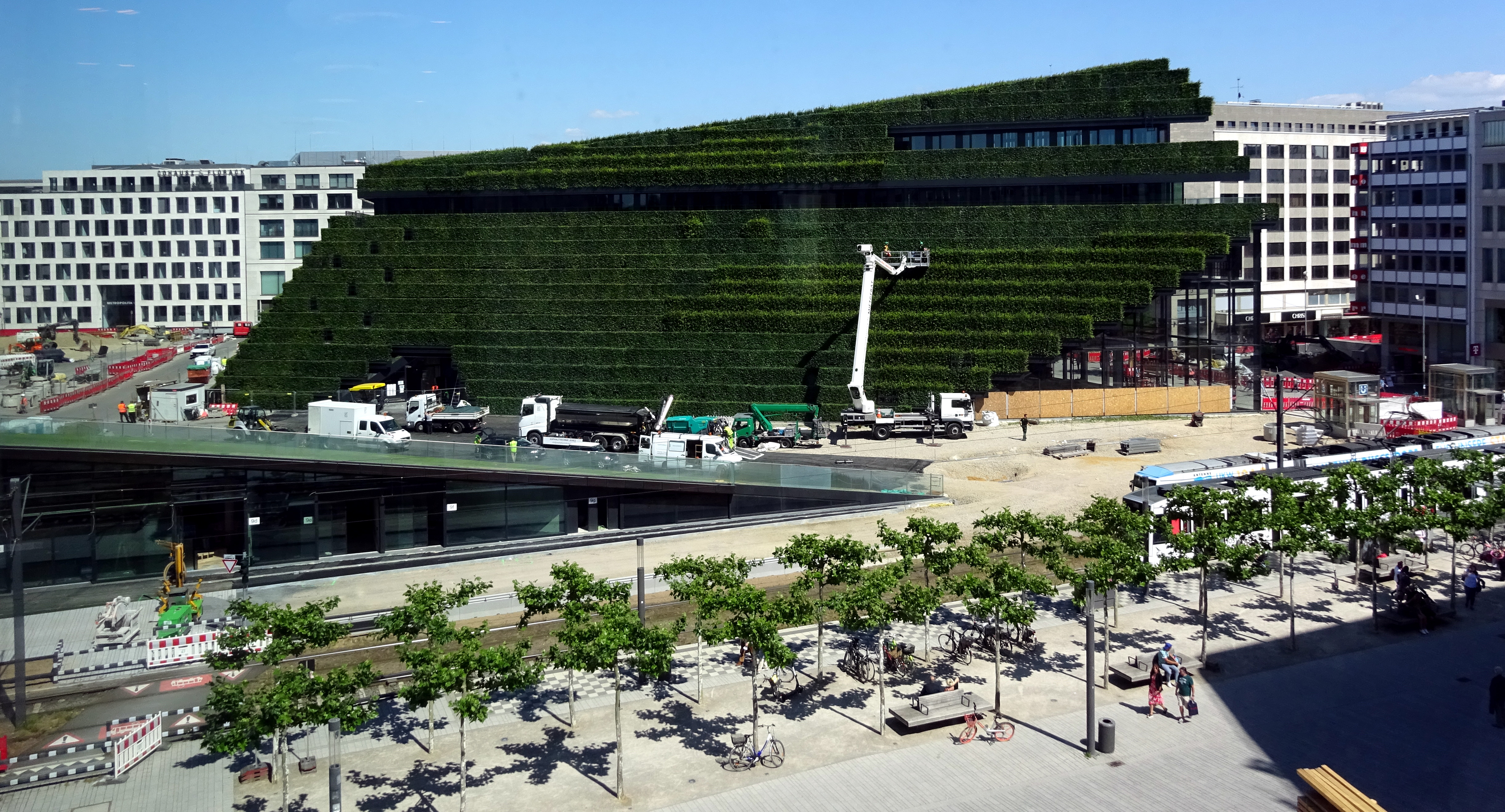
Kö-Bogen II, 2020 (im Bau)

Lage der Kö-Bogen-Neubauten in einer stark vereinfachten Ansicht des Stadtgefüges: Kö-Bogen I (rot), Kö-Bogen II (violett, Baufelder 1–4), Tuchtinsel (violett, Baufeld 5), Pavillon (violett, Baufeld 8), abgerissener Tausendfüßler (gelb), Hofgarten und Corneliusplatz (grün), Hofgartengewässer und Stadtgraben (blau), unveränderte Baublöcke und Solitäre (grau), abgerissener Baublock an der Schadowstraße (schwarz)

Der Kö-Bogen ist ein Gebäudekomplex und Freiraumgefüge zur Stadterneuerung in der nordrhein-westfälischen Landeshauptstadt Düsseldorf. Benannt wurde das städtebauliche Projekt nach dem Viertelkreis-Bogen, den die dort am Rande des Hofgartens und des Teichs an der Landskrone einst verlaufende Hofgartenstraße in Richtung der Königsallee, der Kö, beschrieb.
Das 2005 initiierte Projekt sah umfassende Baumaßnahmen vor und war in verschiedene Bauabschnitte und Bauphasen gegliedert. Im ersten Bauabschnitt wurde der Jan-Wellem-Platz, der nach Fertigstellung der Wehrhahn-Linie nicht mehr als Straßenbahnknotenpunkt benötigt wurde, nach Entwürfen des New Yorker Architekten Daniel Libeskind mit einem Gebäudekomplex aus Einzelhandels-, Büro- und Gastronomienutzungen bebaut (Kö-Bogen I). Zudem wurde die Hofgartenstraße weitestgehend durch einen Tunnel ersetzt. Im zweiten Bauabschnitt wurde die Hochstraße Tausendfüßler abgerissen und ebenfalls durch einen Tunnel ersetzt.
Weiterhin sollte die Bebauung in der Umgebung teilweise durch Neubauten ersetzt und die städtebauliche Struktur neu geordnet werden (Kö-Bogen II). Dies betraf besonders den Bereich südlich des Schauspielhauses vom Gustaf-Gründgens-Platz bis zur Schadowstraße. Entsprechend erster Planungen sollten hier vier neue Gebäudekomplexe errichtet werden. Spätere Planungen fassten deren Baufelder 1–3 und 4 zum sogenannten „Ingenhoven-Tal“ zusammen, einem Ensemble aus Einzelhandels-, Büro- und gastronomischen Nutzungen. Entlang des ehemaligen Verlaufs des Tausendfüßlers sollte eine Fußgängerpromenade angelegt werden.
Das gesamte Projekt war umstritten und löste eine kontroverse Diskussion in Düsseldorf aus, die in einem Bürgerbegehren gegen den Verkauf des Jan-Wellem-Platzes gipfelte, welches am nötigen Quorum scheiterte. Am 17. August 2009 wurde der symbolische erste Spatenstich gesetzt.
Der erste Bauabschnitts war mit der Fertigstellung der beiden Libeskind-Bauten Ende 2013 weitgehend beendet. Der zweite Bauabschnitt erfolgte im Zusammenhang mit dem Bau der Wehrhahn-Linie bis 2016. Danach waren als weitere Phase noch die umfangreichen Arbeiten für die neue Strukturierung des Bereiches zwischen Schauspielhaus und Schadowstraße durchzuführen, die als Kö-Bogen II bezeichnet werden und deren Ausführung Anfang 2017 begann.

## Geschichte

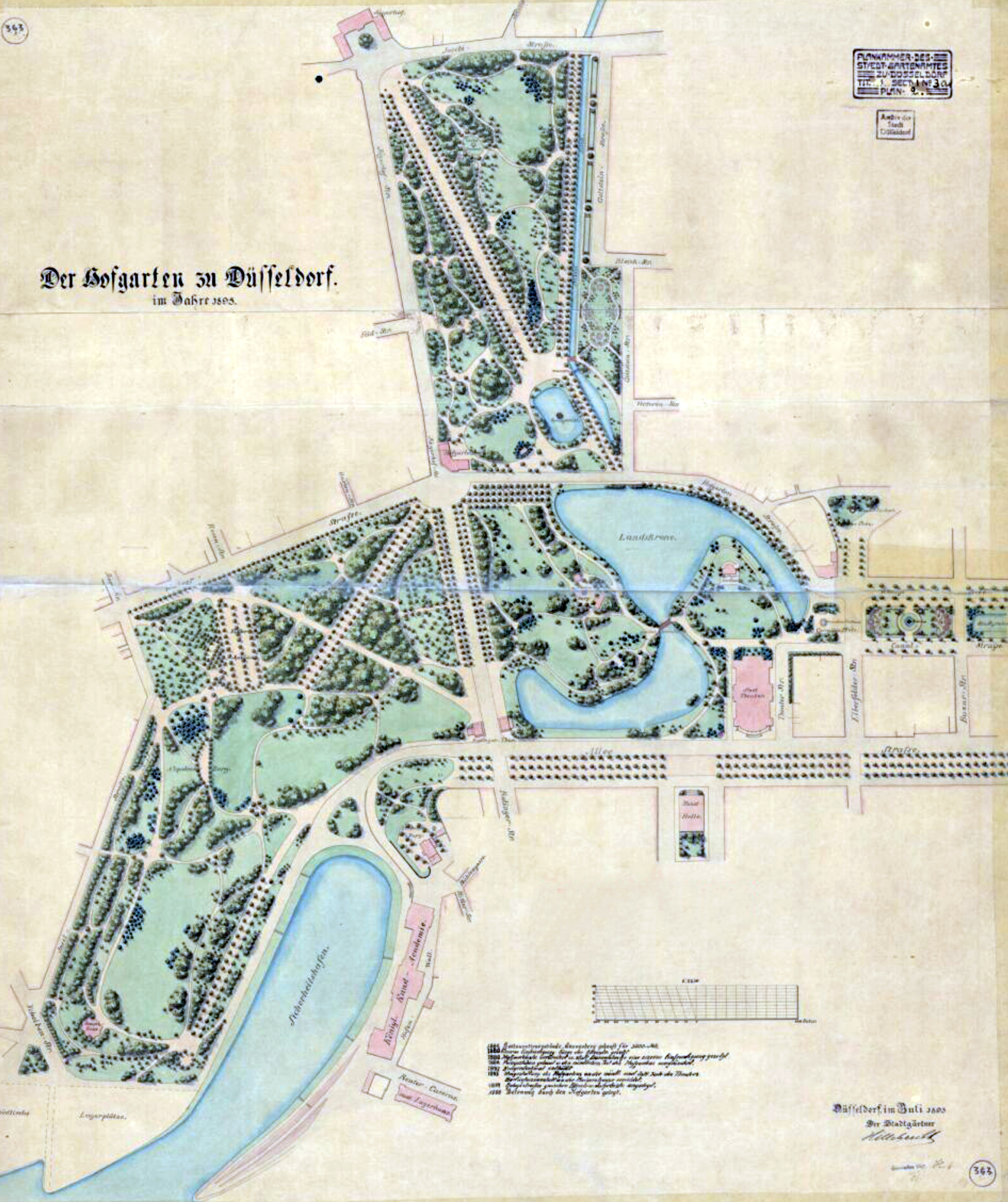
Der Hofgarten zu Düsseldorf, Planzeichnung des Düsseldorfer Stadtgärtners Heinrich Hillebrecht, 1895 – auf der rechten Seite des Plans: Darstellung der historischen Hofgartenstraße und der freiraumgestalterischen Raumfolge zwischen Hofgarten, Landskrone, Corneliusplatz und Königsallee

Vor den Bombenangriffen im Zweiten Weltkrieg war das Gebiet des heutigen Jan-Wellem-Platzes fast vollständig bebaut. Auf der Ecke Hofgartenstraße/Königsallee stand das Trinkaus-Palais, das am 23. April 1944 durch einen Luftangriff schwer beschädigt und danach abgerissen wurde. Nach dem Krieg entschied man sich gegen einen Wiederaufbau und errichtete stattdessen auf der frei gewordenen Fläche einen großen Straßenbahn- und Busknotenpunkt. Fast alle Straßenbahnlinien verkehrten in der Nachkriegszeit über diese Haltestelle. Nach Fertigstellung des Innenstadttunnels der Düsseldorfer Stadtbahn wurden aufgrund des verringerten Bedarfs bereits einige Straßenbahngleise rückgebaut. Durch die vorgesehene U-Bahn für die Wehrhahn-Linie würden nach deren Fertigstellung auf dem Jan-Wellem-Platz keine oberirdische Straßenbahnen mehr verkehren. Lediglich neben dem Platz gäbe es nach der damaligen Planung noch oberirdische Straßenbahngleise, die in Nord-Süd-Richtung verlaufen. Dadurch stellt sich die Frage der Nachnutzung der frei gewordenen Flächen.

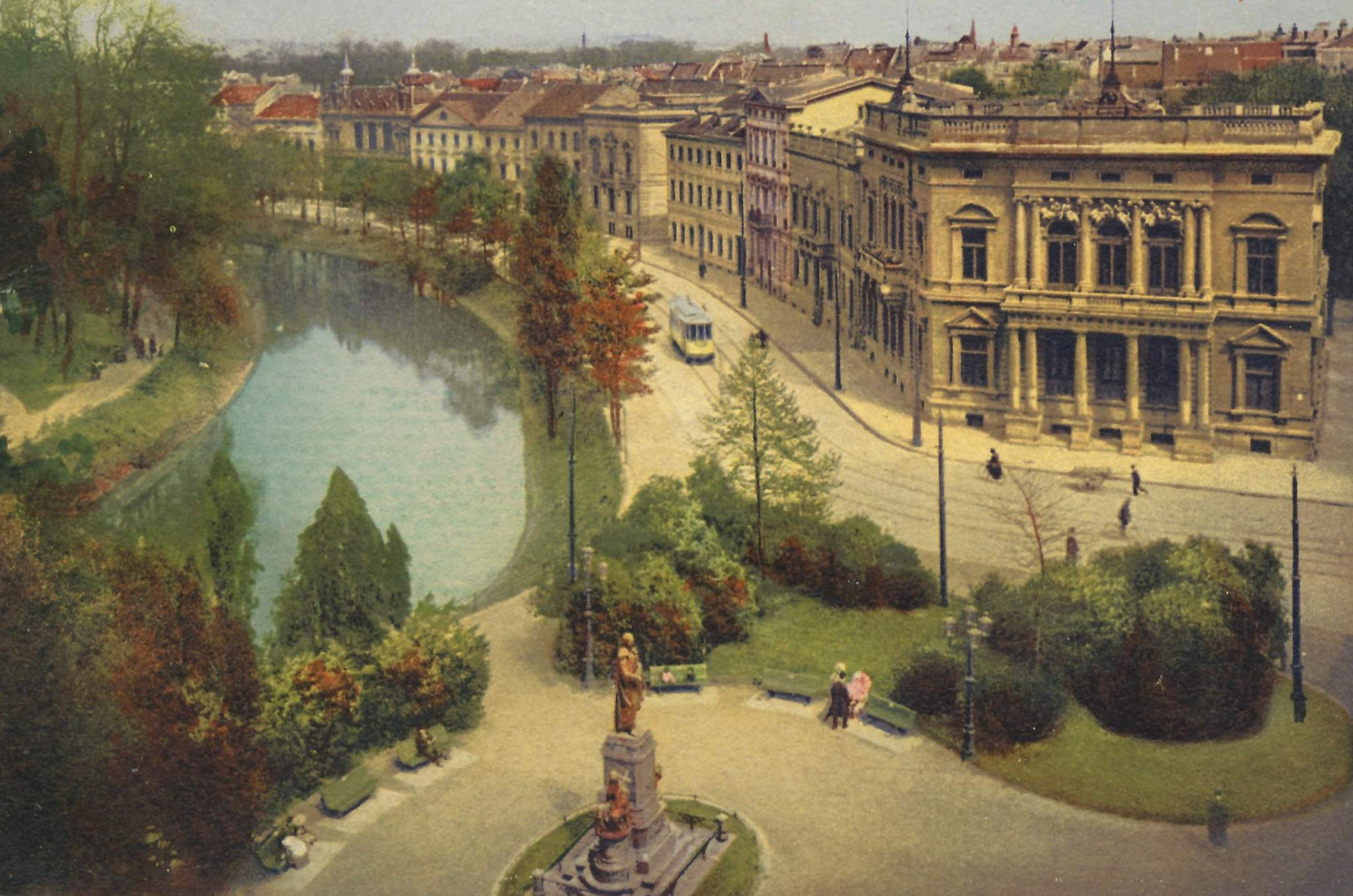
Postkartenmotiv um 1900: historische Bebauung an der Landskrone und der Hofgartenstraße, rechts das Trinkaus-Palais, an dessen Stelle nach dem Zweiten Weltkrieg der Jan-Wellem-Platz angelegt wurde und danach die Gebäude des Kö-Bogens entstanden

Das Düsseldorfer Architekturbüro Ingenhoven stellte 2005 einen Entwurf vor, der zwei halbkreisförmige Gebäude mit Glasfassaden auf dem Platz vorsah. Die Bank HSBC Trinkaus wollte als Investor auftreten und die Gebäude nach der Fertigstellung für ihre Büros nutzen. In Absprache mit der Stadt wollte die Bank einen Fassadenwettbewerb veranstalten, um eine hochwertige Lösung zu finden.
An dem Wettbewerb beteiligten sich neben Ingenhoven noch vier weitere Architekturbüros. Die Entwürfe wurden in einem Pavillon ausgestellt, in dem die Bürger für den von ihnen favorisierten Entwurf stimmen konnten. Im August 2007 entschied das Oberlandesgericht Düsseldorf, dass städtische Grundstücke im Rahmen einer europaweiten Ausschreibung verkauft werden müssen.
Zunächst bewarben sich zehn Investoren- und Architektengruppen, von denen fünf ausgewählt wurden. Am 13. April 2008 fand ein Bürgerbegehren statt, das zum Ziel hatte, den Verkauf des Jan-Wellem-Platzes an einen Investor zu verhindern. Die Mehrheit der teilnehmenden Bürger stimmte mit „Ja“. Da die Wahlbeteiligung lediglich bei 16,8 Prozent lag, wurde allerdings das Quorum nicht erreicht. Mitte Oktober 2008 zogen sich mehrere Bewerber aus dem Ausschreibungsverfahren zurück: Die Bank HSBC Trinkaus zog ihre Bewerbung zurück, ebenso Hochtief und Züblin. Es verblieben die „Bouwfonds MAB Development“ aus Frankfurt und „die developer“ aus Düsseldorf.
Von den verbliebenen zwei Bewerbern gab am 15. Januar 2009 nur noch das Büro „die developer“ um den Architekten Daniel Libeskind einen Vorschlag ab.
Die neuen Entwürfe weichen stark vom ursprünglichen Konzept, welches Ingenhoven entworfen hatte, ab. Am 5. Februar 2009 beschloss der Rat der Stadt Düsseldorf die Umsetzung des geplanten Bauvorhabens.
Die Stadt Düsseldorf griff die Kritik an dem engen räumlichen Rahmen des bisherigen Verfahrens auf und schrieb einen Wettbewerb für den Umgebungsbereich des Kö-Bogens aus. Ein Gemeinschaftsentwurf der Molestina Architekten und FSWLA gewann diesen Wettbewerb Anfang 2009.
Nach Abriss des Tausendfüßlers 2013 wurde erneut die Ausführung der Flächen östlich von den zwei neuen Bauten diskutiert. Diese führten ab 2014/5 zu einer völlig neuen Planung, die im Abschnitt „Projekt Kö-Bogen II“ näher beschrieben wird.

## Baumaßnahmen

### Erster Bauabschnitt

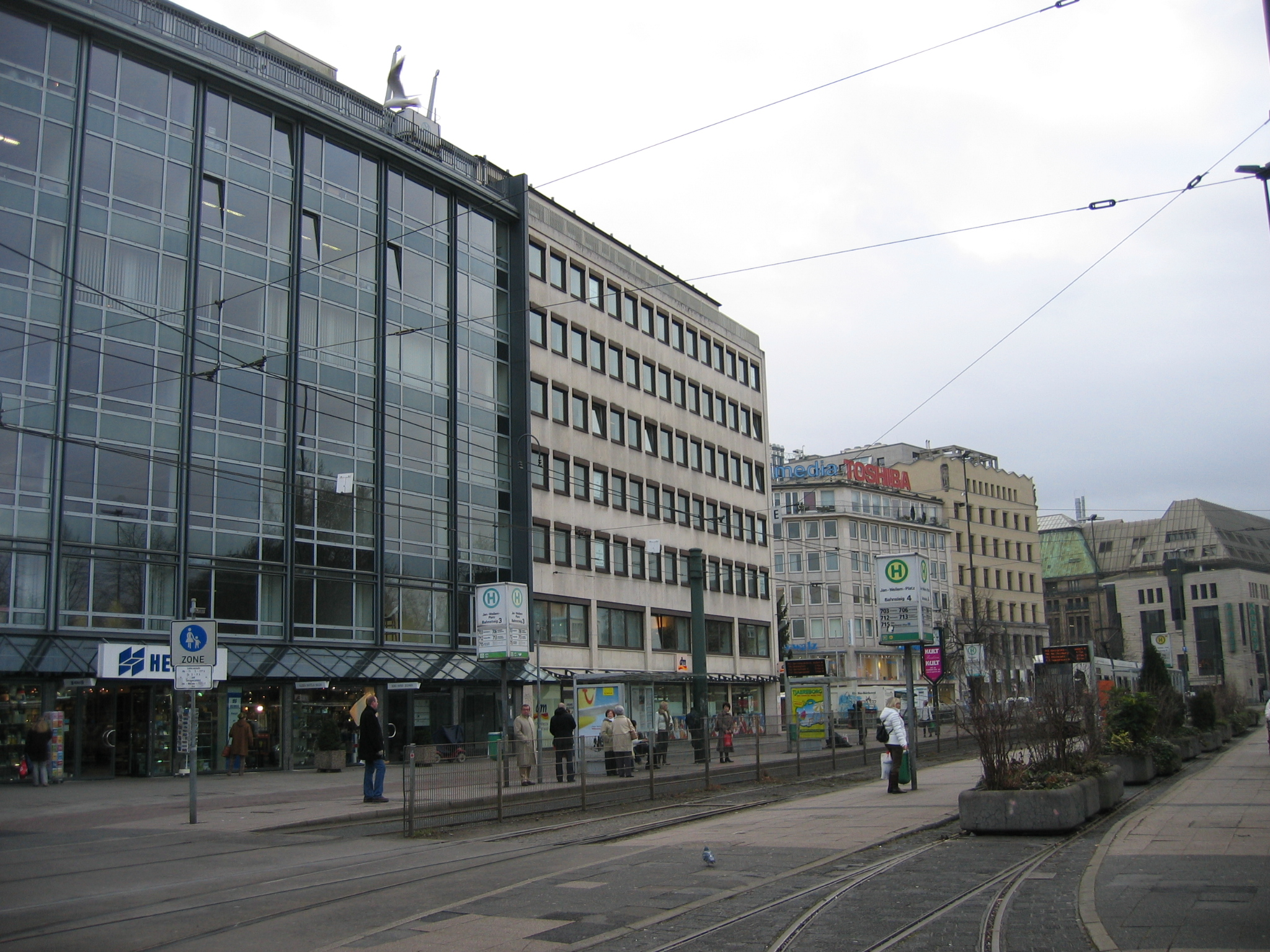
Jan-Wellem-Platz vor Beginn der Baumaßnahmen, 2008

Der erste Bauabschnitt sah vor, dass der Jan-Wellem-Platz mit zwei Gebäuden nach Entwürfen des Architekten Daniel Libeskind bebaut wurde. Sie bestehen aus fünf oberirdischen Geschossen und haben eine Höhe von etwa 26 Metern. Die Fassaden der Bauwerke nach Süden und Osten sind konkav und konvex geschwungen. Die Seite im Westen folgt der Fluchtlinie der Königsallee. Zum Hofgarten im Norden beschreibt die Fassade den Bogen der früheren Hofgartenstraße. Ab dem dritten Geschoss verbindet eine Brücke die beiden Gebäude. Die Fassade ist aus dem Naturstein Travertin und Glas zusammengesetzt. Nach Süden und Osten weist die Fassade eine horizontal betonte Gliederung auf; teilweise sind den Fensterflächen dort waagerechte Lamellen vorgesetzt. Zu Hofgarten und Königsallee hin springt die Fassade, die dort vertikal gegliedert ist, durch sogenannte cuts (engl. für Einschnitte) an bestimmten Stellen zurück; hier werden in die Fassade integrierte Bepflanzungen vorgenommen. Über alle Fassaden laufen diagonale Linien, an denen ein Wechsel zwischen Fensterflächen und Natursteinverkleidung stattfindet.

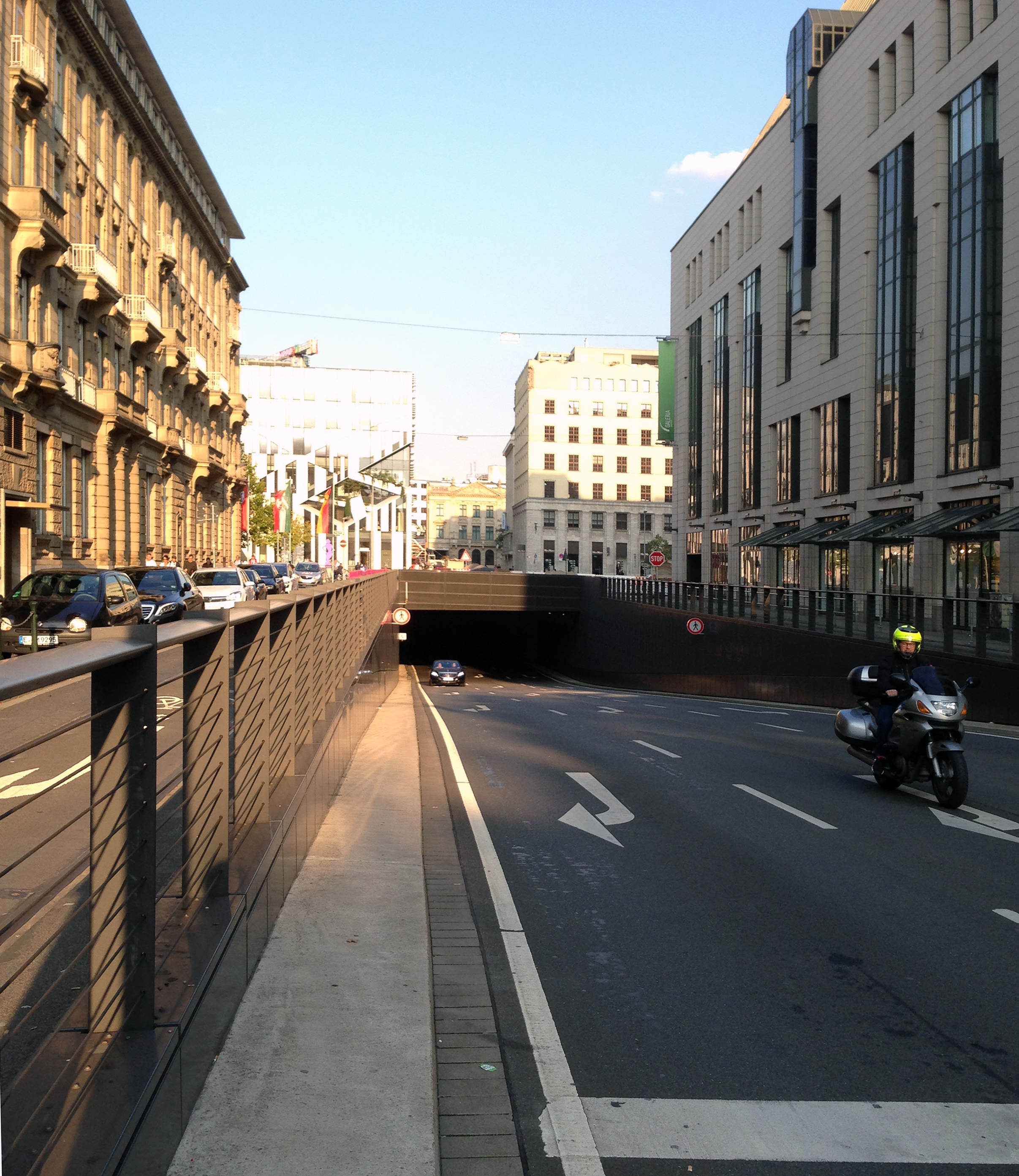
Nord-West-Tunnel, Ausfahrt Elberfelder Straße, 2017

Die Gebäude sollen für Einzelhandel, Büros und Gastronomie genutzt werden.
Um Platz für die Bauarbeiten zu schaffen, wurden zunächst noch verbleibende Bushaltestellen des Jan-Wellem-Platzes auf die Heinrich-Heine-Allee und die Berliner Allee verlegt.
Grundlage für die Gebäude des ersten Bauabschnitts bildet eine Tunnelanlage, die vom Norden südlich der Jägerhofstraße dem Verlauf der Hofgartenstraße nach Westen entspricht und in der Elberfelder Straße wieder auftaucht. Eine zweite Tunnelröhre verbindet die Berliner Allee südlich der Schadowstraße mit der Hofgartenstraße südlich der Jägerhofstraße. Die Tiefgaragen des Schauspielhauses und des Thyssen-Hauses werden unterirdisch angebunden.
Der erste Bauabschnitt sollte planmäßig am 17. Oktober 2013 eröffnet werden, der Nord-West-Tunnel zwischen Jägerhofstraße und Elberfelder Straße ist schon seit dem 7. Januar 2013 geöffnet. Als erste Mieter und Marken sind vorgesehen: Breuninger, Sansibar, Hallhuber, Laurèl, Joop!, Windsor, Rüschenbeck, Strenesse, Unique, Porsche Design, Faber-Castell, Rockberries, Poccino, Apple.
Ein Brand in einem Bekleidungsgeschäft des westlichen Gebäudes richtete in der Nacht zum 27. September 2013 – nur wenige Wochen vor der geplanten Eröffnung – einen Schaden über zwei Stockwerke an. Nach ersten Ermittlungen, bei denen im Gebäude „mehrere Brandorte“, aber keine Hinweise auf einen technischen Defekt oder eine fahrlässige Brandursache gefunden wurden, gehen die eingeschalteten Sachverständigen von einer Brandstiftung aus. Wegen eines in der Nähe des Brandes gefundenen Flyers mit politischem Inhalt wurde der Staatsschutz eingeschaltet. Am 17. Oktober 2013 wurde der östliche Gebäudeteil mit dem Breuninger-Kaufhaus eröffnet.

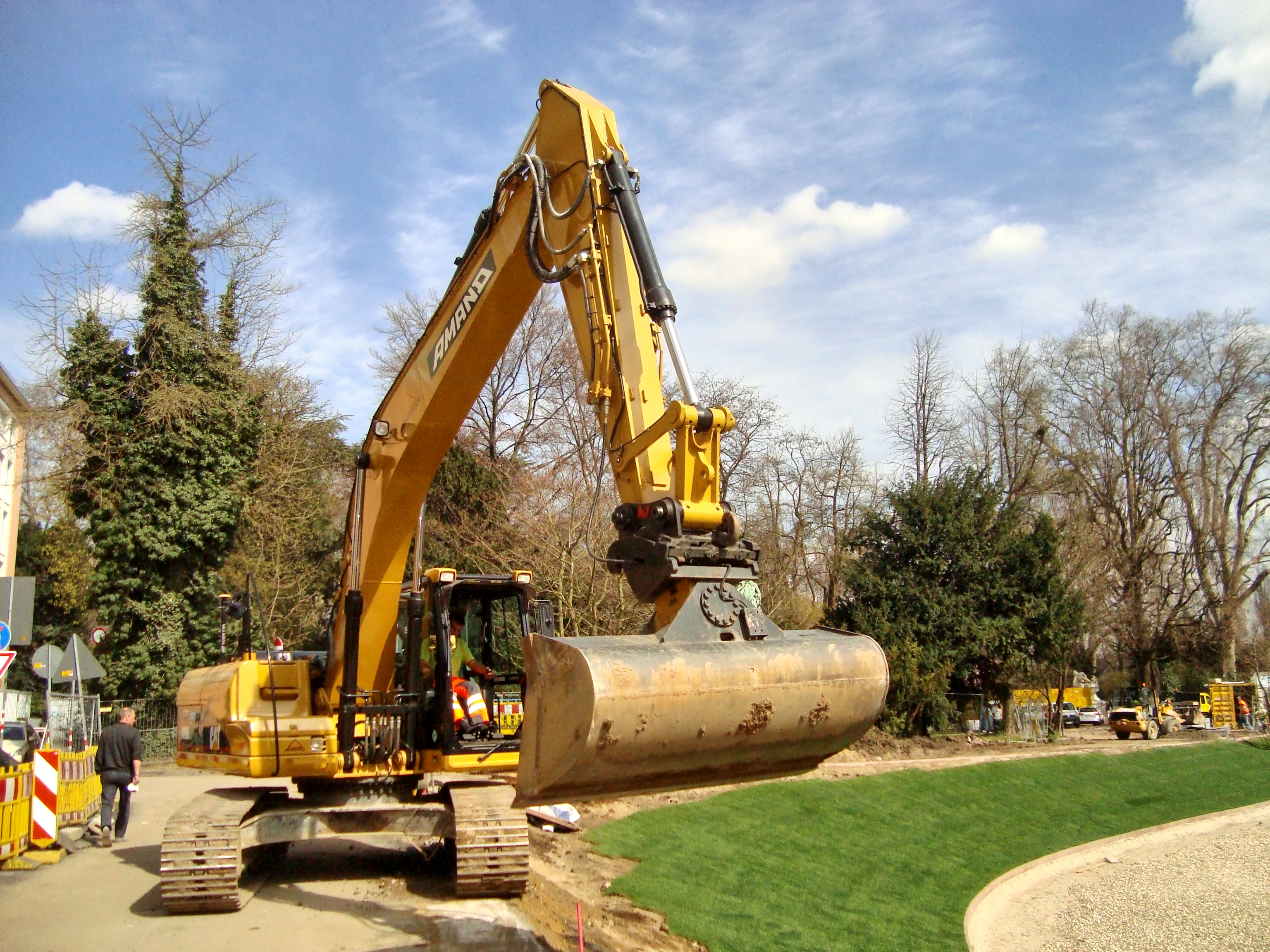
Erweiterung der Landskrone im April 2013
Erweiterte Landskrone im Oktober 2013 mit Cornelius-Denkmal (1879) von Adolf Donndorf
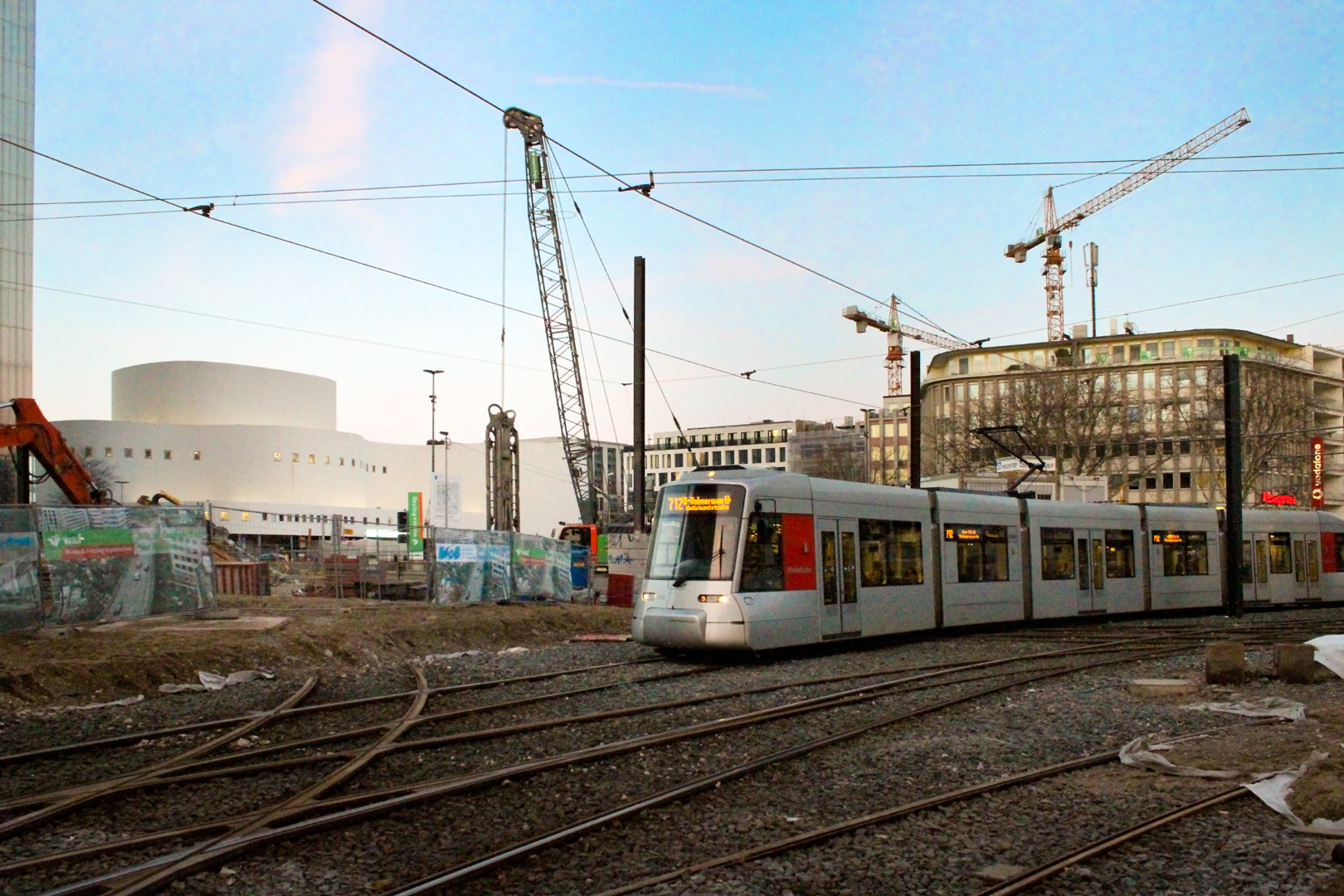
Schauspielhaus und Gustaf-Gründgens-Platz, davor das geplante Baufeld 4, 2013
Kriegerdenkmal von Karl Hilgers (1892) mit Kö-Bogen-Bauten und Dreischeibenhaus
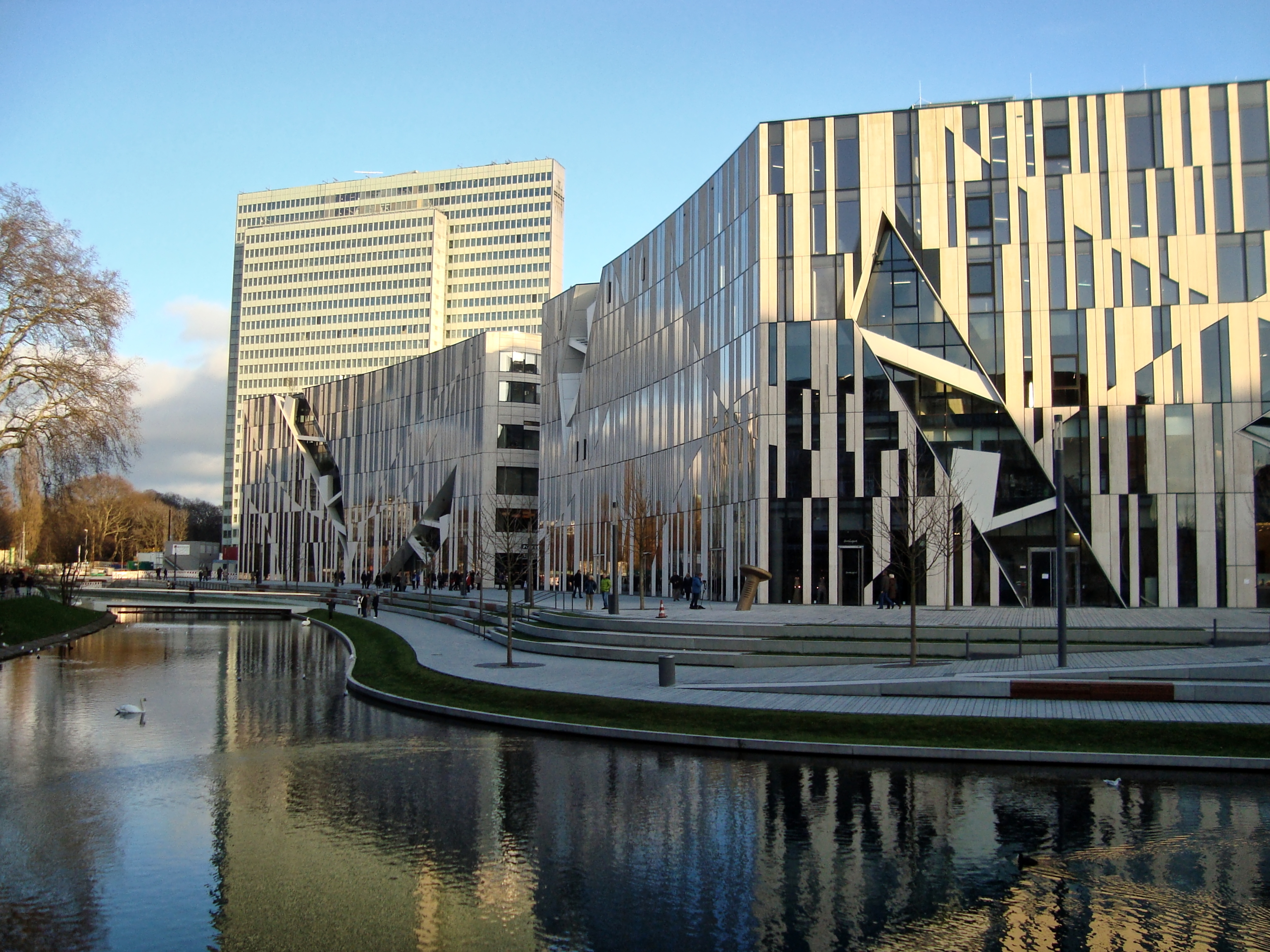
Daniel Libeskind: Kö-Bogen-Bauten von Südwesten
Kö-Bogen-Bauten, Durchblick zum Hofgarten
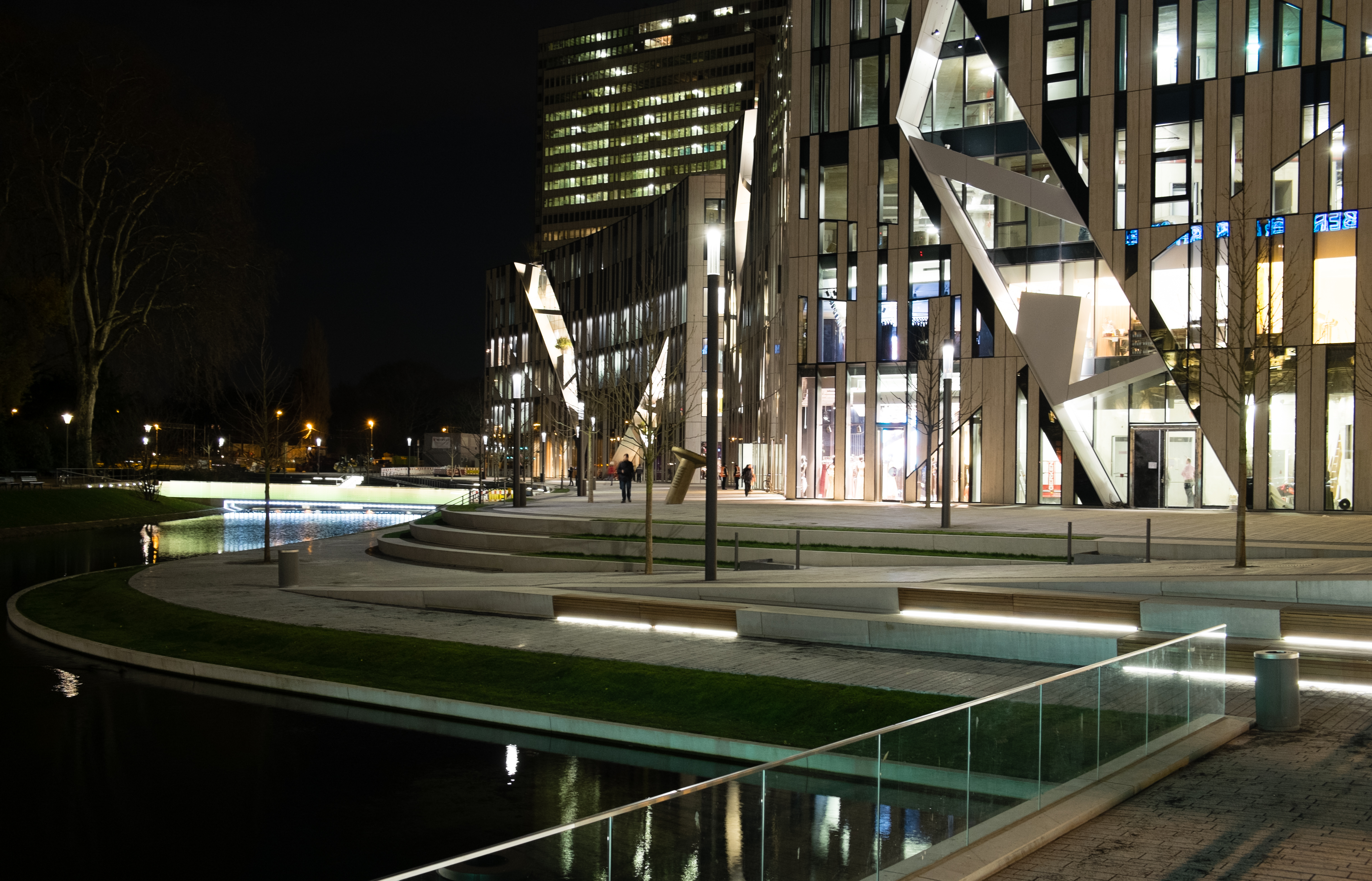
Lichtarchitektur des Kö-Bogens, 2013
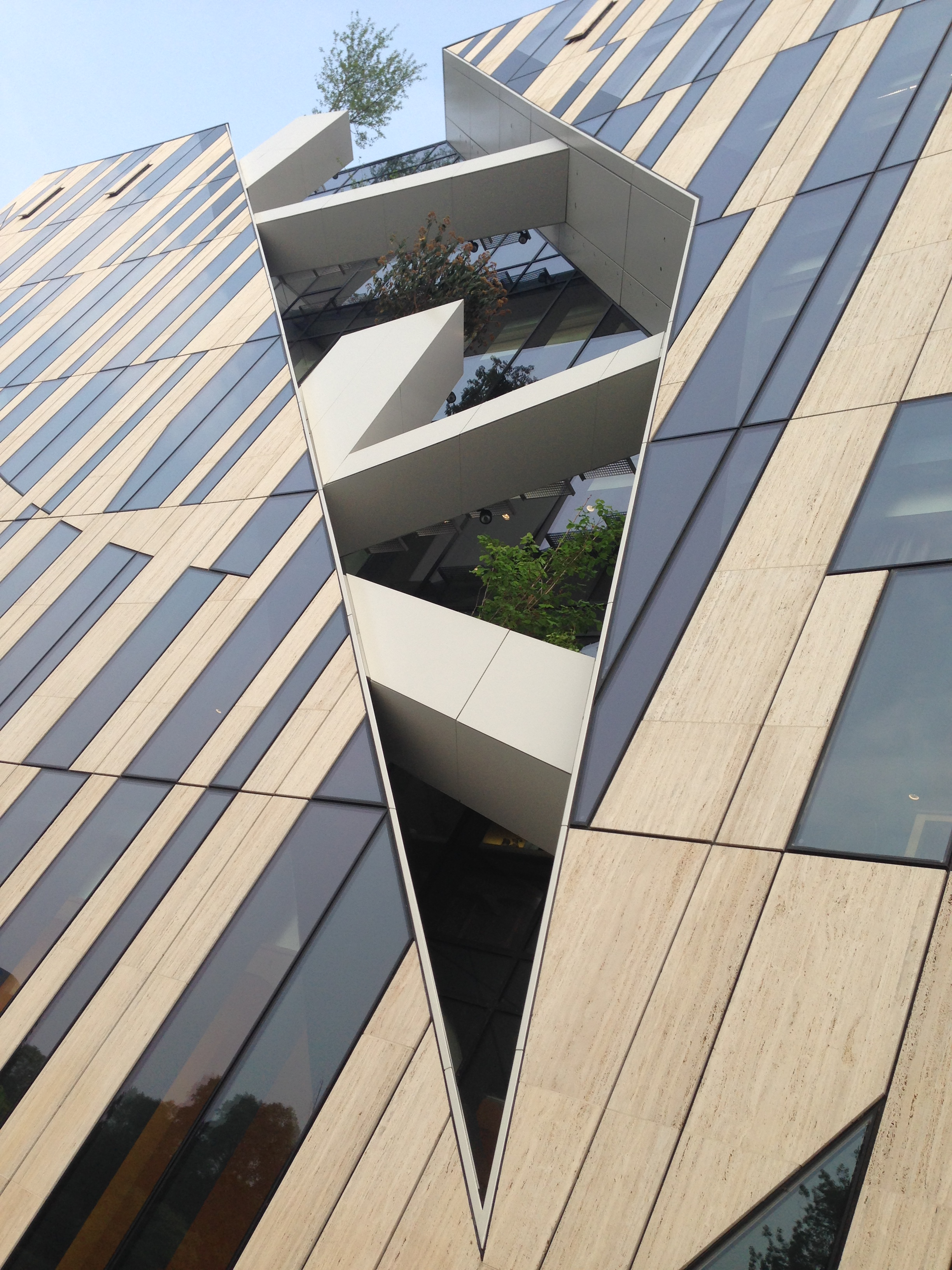
„Cut“ (Einschnitt) in die Fassade des Kö-Bogens, 2014
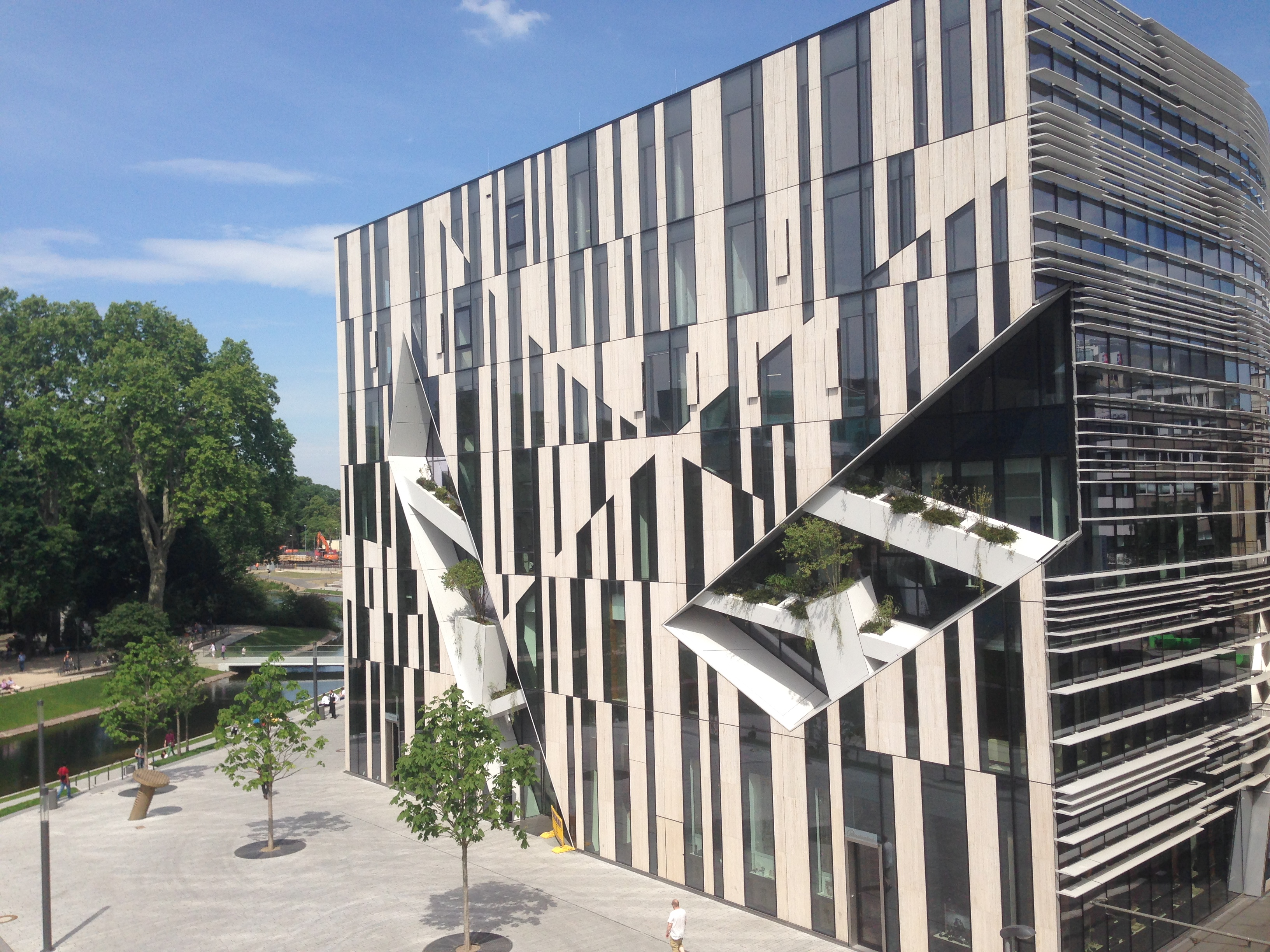
Kö-Bogen, 2014
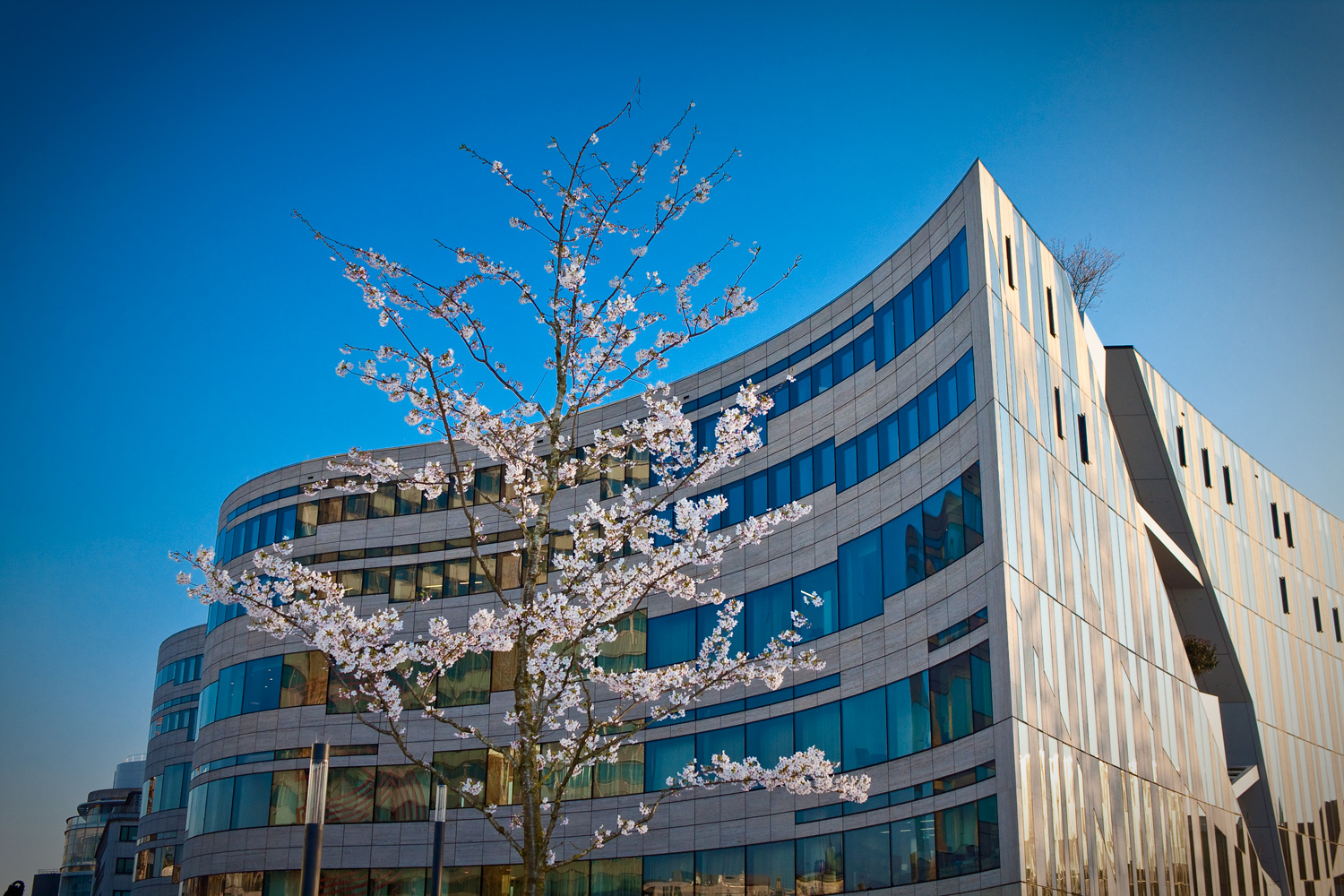
Erste Kirschblüte am Kö-Bogen. 2014
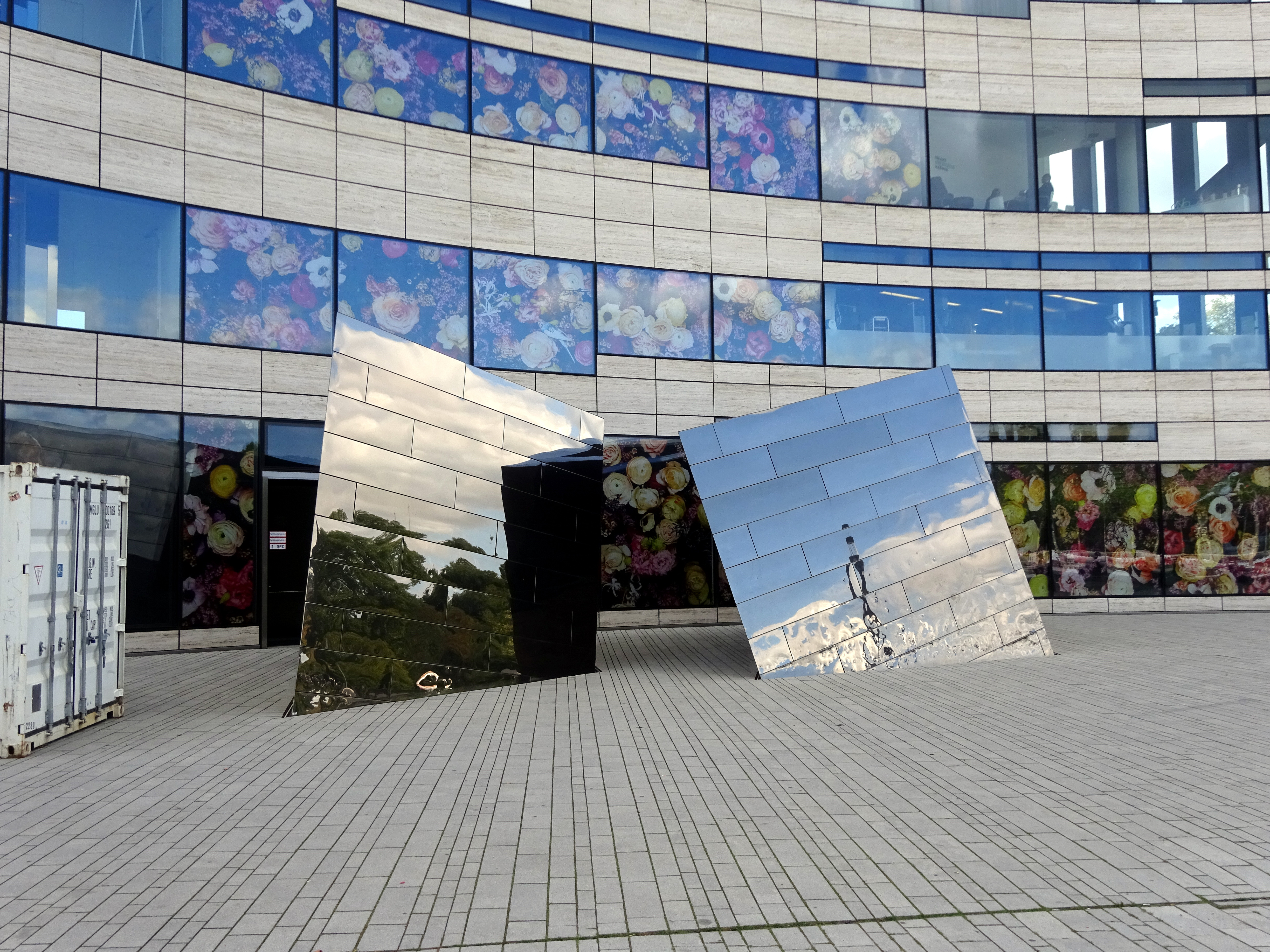
Verspiegelte Lüftungsanlagen am Jan-Wellem-Platz, 2019

### Zweiter Bauabschnitt

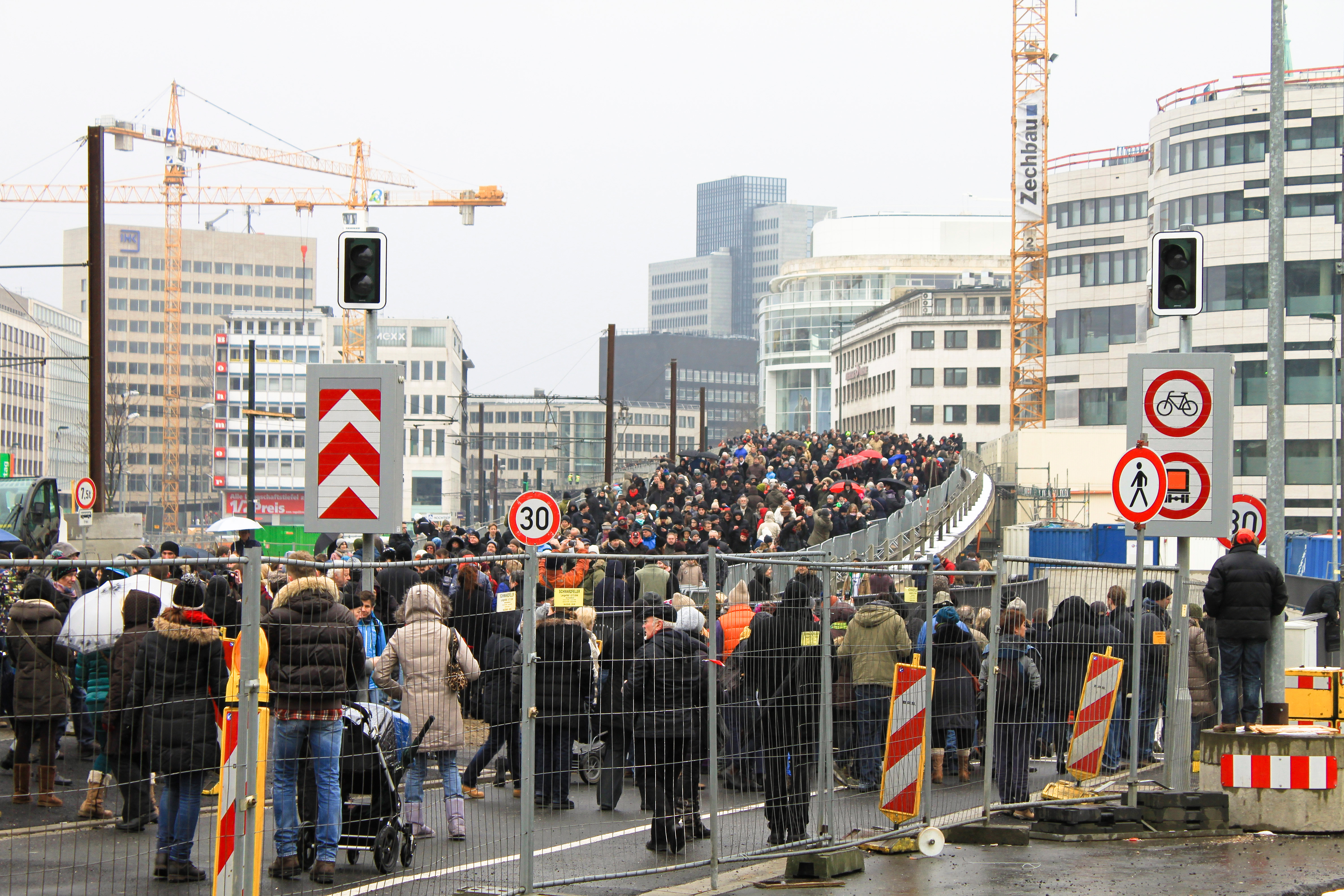
Tausendfüßler, öffentliche Begehung kurz vor dem Abriss, 2013

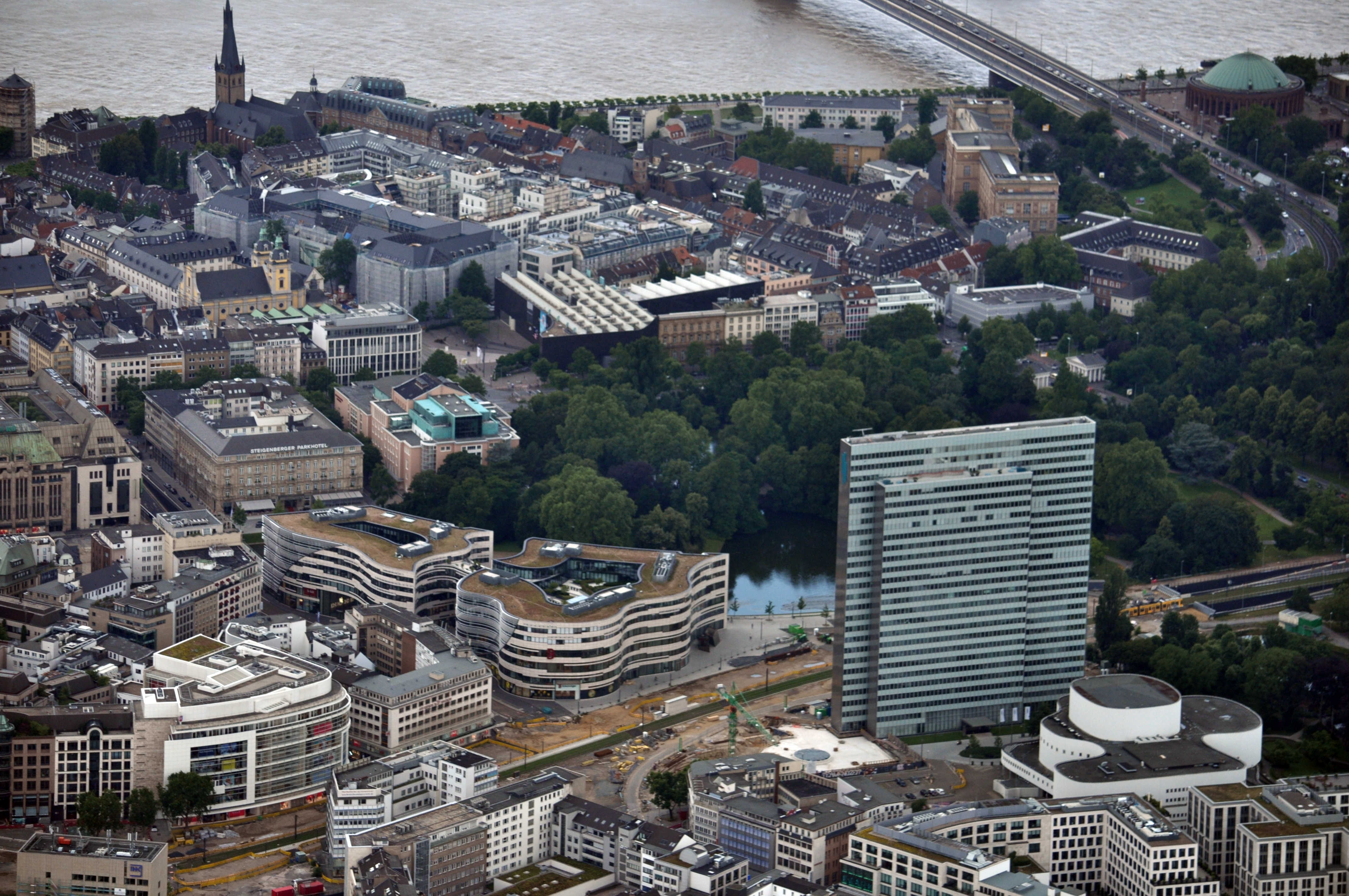
Kö-Bogen von Osten nach Ende des zweiten Bauabschnitts

Im zweiten Bauabschnitt, offiziell der „Kö-Bogen 2. BA“, wurde die Hochstraße Tausendfüßler im Frühjahr 2013 abgerissen. Eine Tunnelanlage mit vier Ein- und Ausgangsröhren ersetzt die Hochstraße. Die Erste dieser Tunnelverbindungen wurde im Februar 2015 für den Verkehr freigegeben. Die Fertigstellung der weiteren Abschnitte des Tunnels sollte ursprünglich bis Ende des Jahres 2015 abgeschlossen werden verzögerte sich aber bis Ende 2016. Zwar wurde der letzte der vier Tunnelabschnitte, die Verbindung der Hofgartenstraße mit der Berliner Allee, bereits am 10. November 2015 auch für den Verkehr freigegeben, jedoch führten Restarbeiten zu ständigen Unterbrechungen. Von den 274 Betriebstagen seit dem 10. November wurden Bereiche des Tunnels an 87 Tagen für den Verkehr gesperrt. Genervte Benutzer des Tunnels schlugen deshalb vor den 2. Bauabschnitt mit dem Zusatz „Sperrung“ zu versehen. In einer Notiz der Stadt Düsseldorf wurde Mitte Oktober 2016 mitgeteilt, dass ab 17. Oktober die abschließenden Tests für Entrauchung, die Justierung der Beleuchtung, der Lüfter und der Messsysteme erfolgt. Nach der Sperrung der Tunnel für diese Einstellarbeiten lief ab Ende Oktober 2016 der Verkehr weitgehend störungsfrei. Die feierliche Eröffnung der „Wehrhahn-Linie“ erfolgte am 22. Februar 2016.

### Projekt Kö-Bogen II
Der städtebauliche Siegerentwurf von Molestina Architekten und FSWLA aus dem Jahr 2009 sah nach Fertigstellung der U-Bahn-Tunnel und der Inbetriebnahme der Wehrhahn-Linie vor, dass die Gebäude der sogenannten Tuchtinsel abgerissen werden und durch ein kleines Hochhaus im Süden und ein Gebäude mit in der Umgebung üblicher Traufhöhe im Norden ersetzt werden. Weiter sollte die Bebauung südlich des Gustaf-Gründgens-Platzes abgerissen und der Platz vor dem Schauspielhaus umgestaltet werden. Ein weiteres Gebäude war vor der Industrie- und Handelskammer geplant. Als Nutzung für die Neubauten waren Wohnungen, Einzelhandel und Büros vorgesehen. Herzstück des Entwurfs war eine 400 Meter lange Fußgängerpromenade von Norden nach Süden bis zum Martin-Luther-Platz, deren Ränder mit Platanen bepflanzt werden und deren Verlauf die Trasse des ehemaligen Tausendfüßlers nachzeichnet. Diese Planung wurde durch einen Bebauungsplan bereits rechtskräftig.
Nach Abriss des Tausendfüßlers führte die seit 2013 freie Sicht auf Schauspielhaus und Dreischeibenhaus zu einer neuen Debatte über den Bebauungsplan. Nach Meinung der FDP sollte das geplante Baufeld 4 (südlich Dreischeibenhaus) beschnitten werden. Der damalige Oberbürgermeister Elbers erwog einen völligen oder partiellen Verzicht auf die Bebauung dieses Teilbereichs. Nach Teileröffnung der Libeskindgebäude (Haus Hofgarten) im Herbst 2013 wurde vom Ausschuss für Immobilienwirtschaft innerhalb der Industrie- und Handelskammer Düsseldorf sowie Grundstückseigner der weitere Bauabschnitt hinsichtlich Nutzung und Vermarktung analysiert und über alternative Lagen der Baufelder am Gustaf-Gründgens-Platz nachgedacht. Die Rheinische Post hatte zusätzlich in einer Interviewreihe Architekten wie Nathalie de Vries (MVRDV/Rotterdam, Kunstakademie Düsseldorf) und Kaufleute zu Wort kommen lassen.
Die Landeshauptstadt Düsseldorf hatte daraufhin die Architekten Juan Pablo Molestina und Thomas Fenner, Christoph Ingenhoven und Snøhetta mit neuen Entwürfen für das Baufeld 4 beauftragt. Auf Eigeninitiative wurde von Architekt Caspar Schmitz-Morkramer mit Kollegen die Idee einer Markthalle entwickelt und in der Form einer Computergrafik vorgestellt. Die Düsseldorfer FDP zählte nach einer Mitgliederdebatte zu den Befürwortern der Markthalle, sofern dafür eine „filigrane Architektur“ (Marie-Agnes Strack-Zimmermann) gefunden werden kann. Die Düsseldorfer Jonges dagegen legten ihren Schwerpunkt darauf, dass das Baufeld 4 mit Rücksicht auf das Dreischeibenhaus von Gebäuden freigehalten wird. Sowohl die beauftragten wie auch der selbstinitiierten Entwurf des Architekturbüros HPP wurden März 2014 im Henkelsaal öffentlich präsentiert und konnten im Infopavillon auf der Königsallee besichtigt werden.
Nach internen Diskussionen wurde der Entwurf von Büro Ingenhoven von Ratsmehrheit und Teilen der Opposition favorisiert. Dieser Entwurf, bald als „Ingenhoven-Tal“ bezeichnet, sah einen Gebäudeblock für eine Immobilie vor, die auf geneigten Fassaden nach Norden und Westen sowie auf dem Dach eine Struktur aus Hainbuchenhecken erhalten sollte. Auf einer dreieckigen Grundfläche nordwestlich des begrünten Gebäudeblocks sollte ein Gebäude mit einer schräg abfallenden Rasenfläche als Dachhaut liegen, die nach dem Vorbild des New Yorker Lincoln-Center als Sitzgelegenheit bei Festivals dienen könne. Durch die gegenüberliegenden Schrägen der zwei neuen Gebäude sollte der Blick von Südwesten auf das Schauspielhaus wie in einem Tal gerahmt sein. Noch im Frühjahr 2014 wollten Planungsausschuss und Rat eine Entscheidung fällen, die jedoch wegen weiterer offener Punkte und Fragen weiter aufgeschoben werden musste. Es fehlten etwa noch ein Vertrag mit einem Investor und Darlegungen über die Machbarkeit der Begrünungen, ferner lagen Einsprüche zum Denkmalschutz vor.

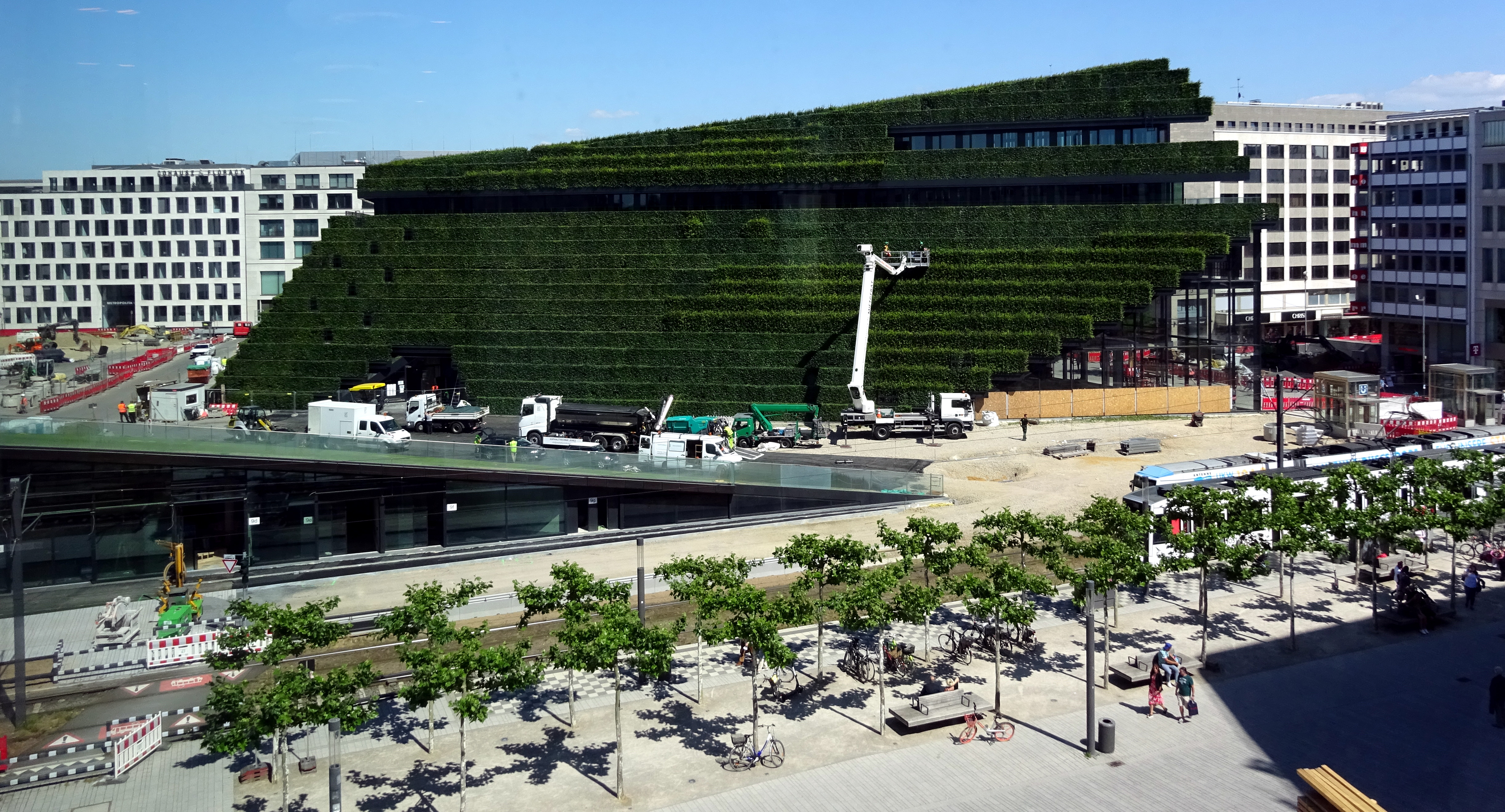
Kö-Bogen II mit Hainbuchenhecken im Mai 2020

Nach Klärung der offenen Punkte und des Umfanges der Bebauung für das gesamte Gelände südlich des Schauspielhauses wurde 2015 ein Vertrag zwischen der Stadt mit einer Investorengruppe abgeschlossen. Der Vertrag umfasste entgegen der ersten Absicht nun den Verkauf des gesamten Gustaf-Gründgens-Platzes mit dem städtischen Eigentum bis zur Schadowstraße für 70 Millionen Euro. Als Baubeginn für den Kö-Bogen II war zunächst ein Zeitpunkt Anfang 2016 vorgesehen. Aber noch Mitte 2016 war offen, ob und wann mit dem Projekt Kö-Bogen II begonnen werden konnte. Ende 2016 waren die noch offenen Punkte schließlich geklärt und der Stadtrat genehmigte am 17. November das städtebauliche Projekt. Der offizielle Beginn für die Ausführung begann am 1. Juni 2017 mit einer Baggeraktion durch den Düsseldorfer Oberbürgermeister. Anfang Mai 2019 fanden Grundsteinlegung und Richtfest zeitgleich in Anwesenheit von Oberbürgermeister Geisel statt. 2021 wurden die letzten Bauarbeiten abgeschlossen und im Oktober dieses Jahres auch die schräge Rasenfläche zum Betreten freigegeben.

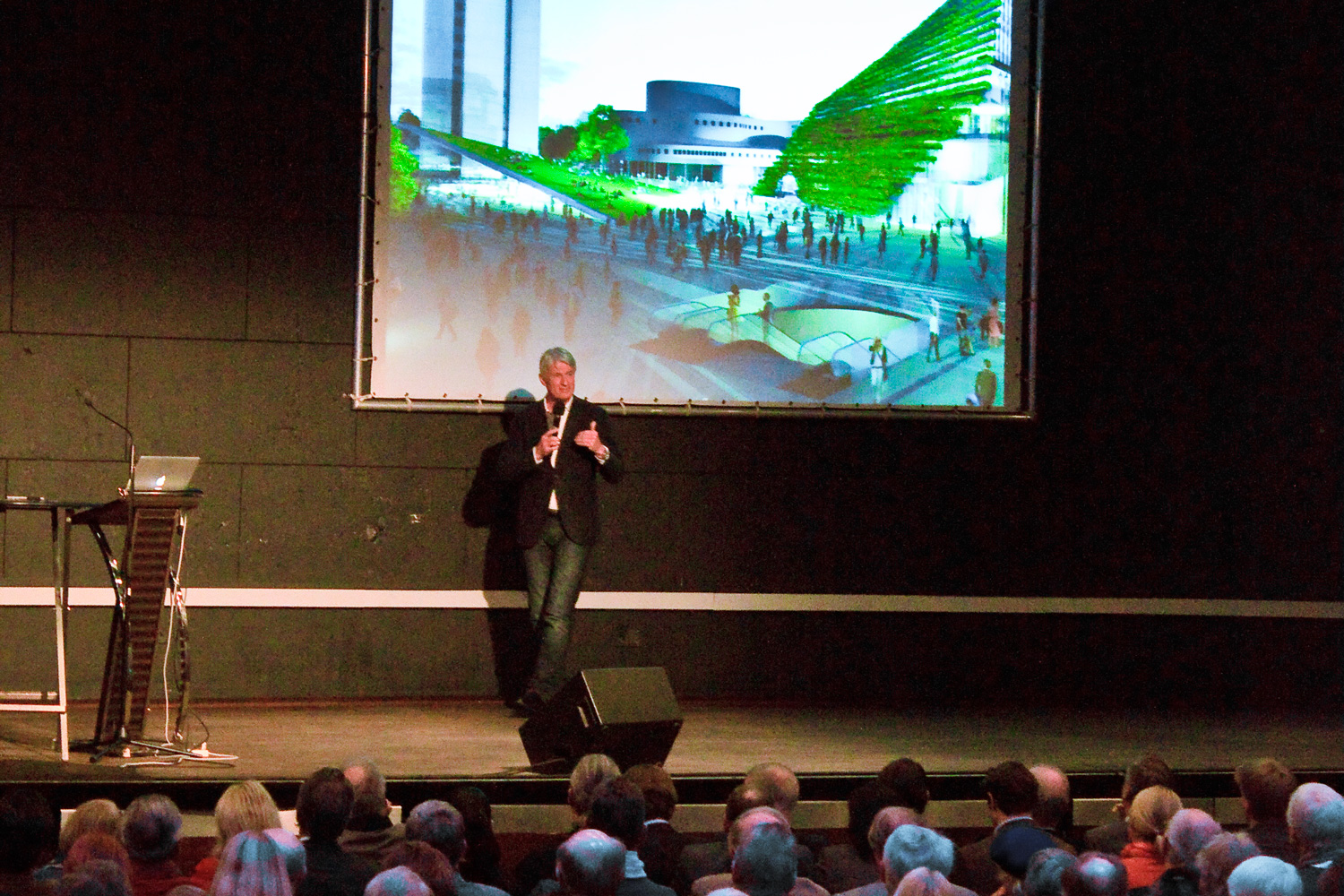
Ingenhoven stellt Entwurf vor, 2014
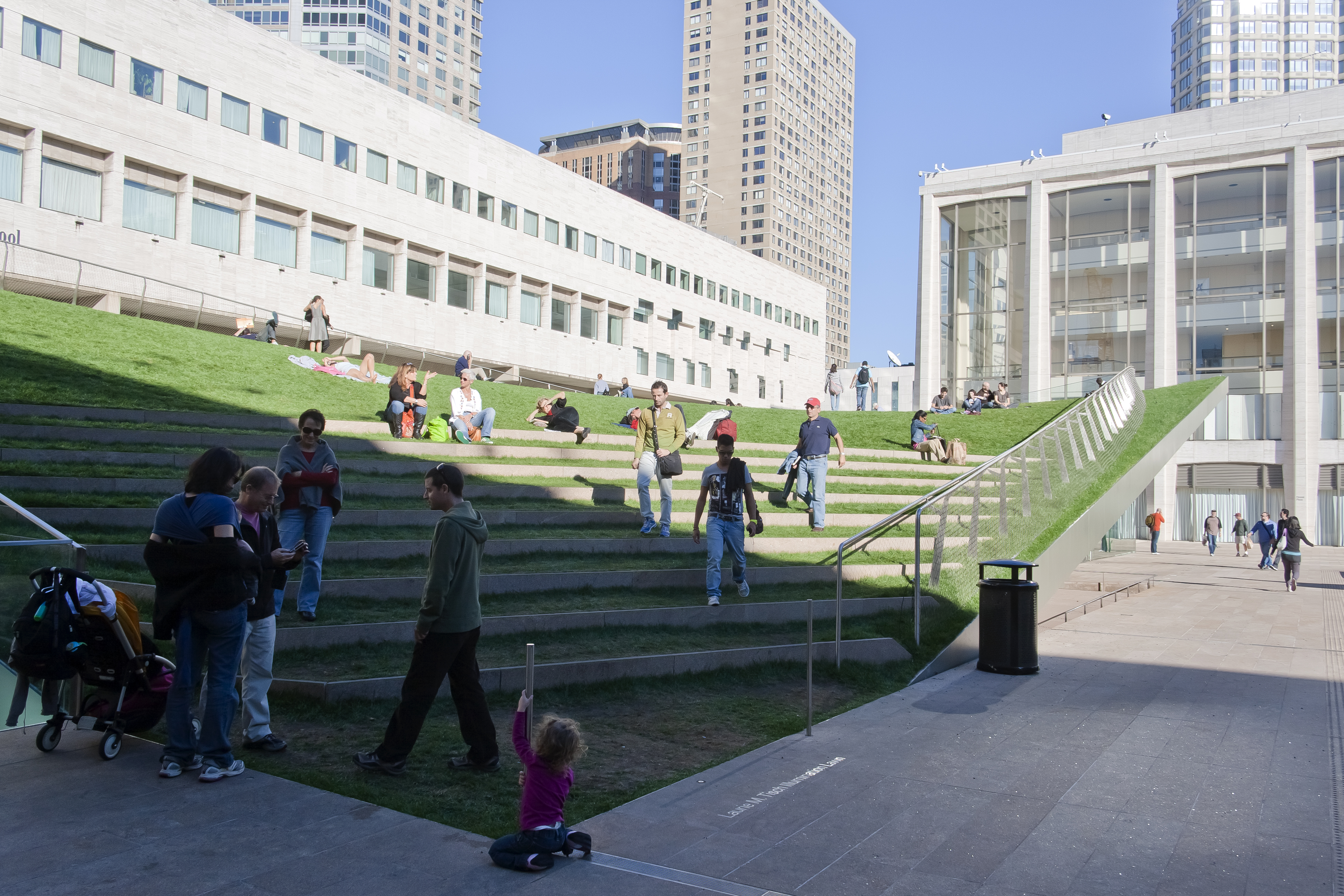
Vorbild Lincoln-Center, New York
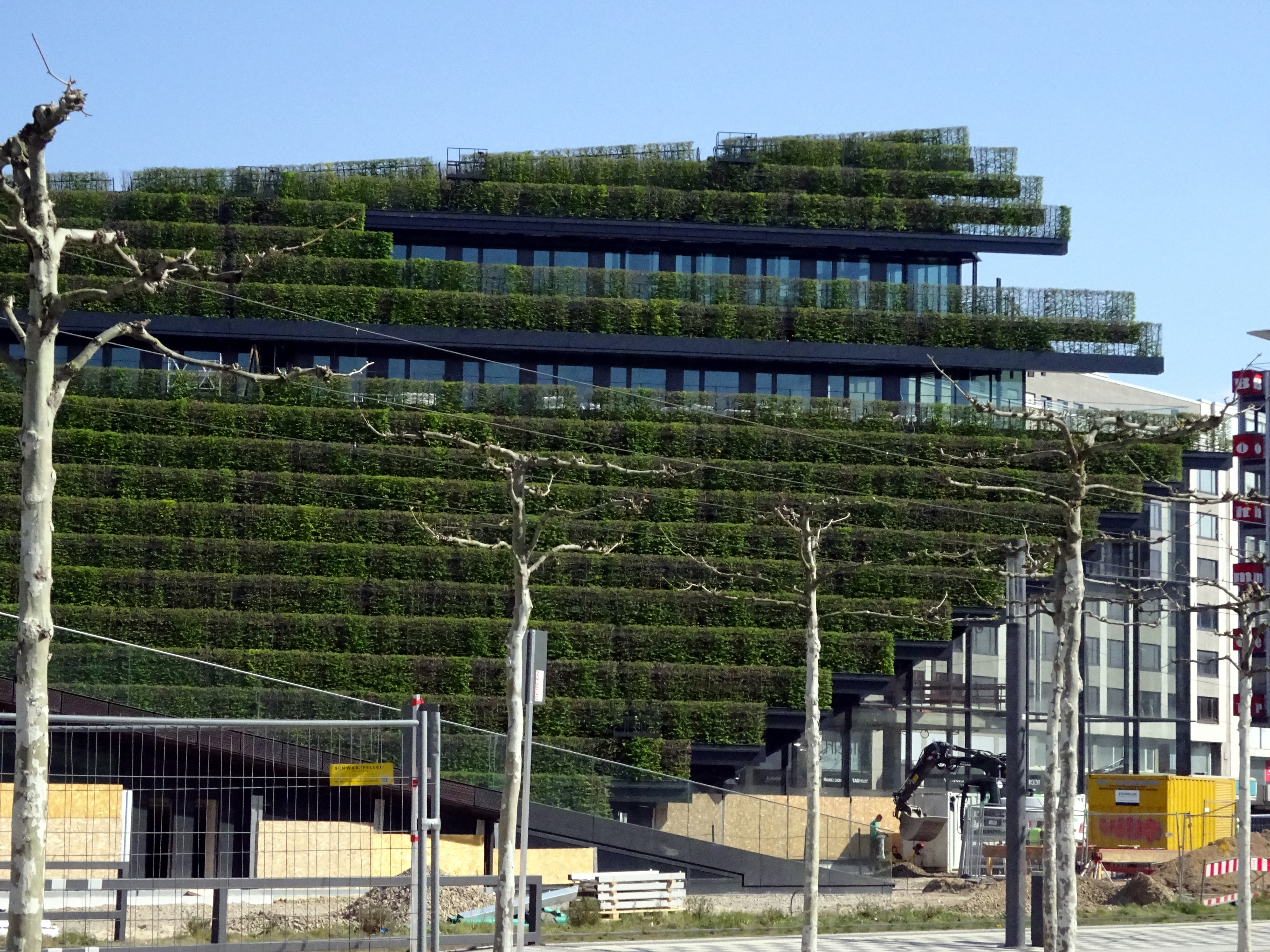
Europas größte Grünfassade nimmt Gestalt an. 2020
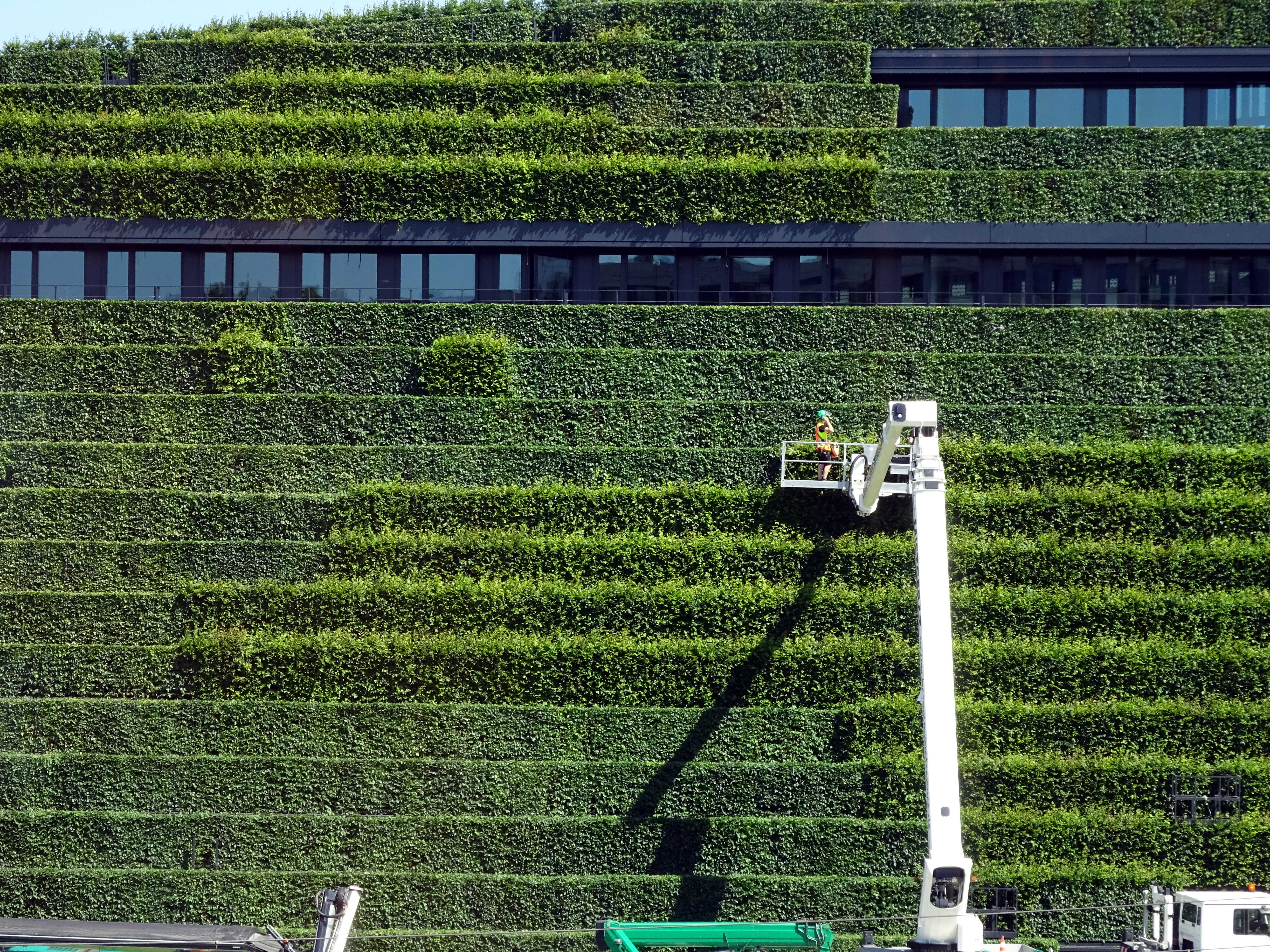
Pflege der Hainbuchenhecken am Kö-Bogen II
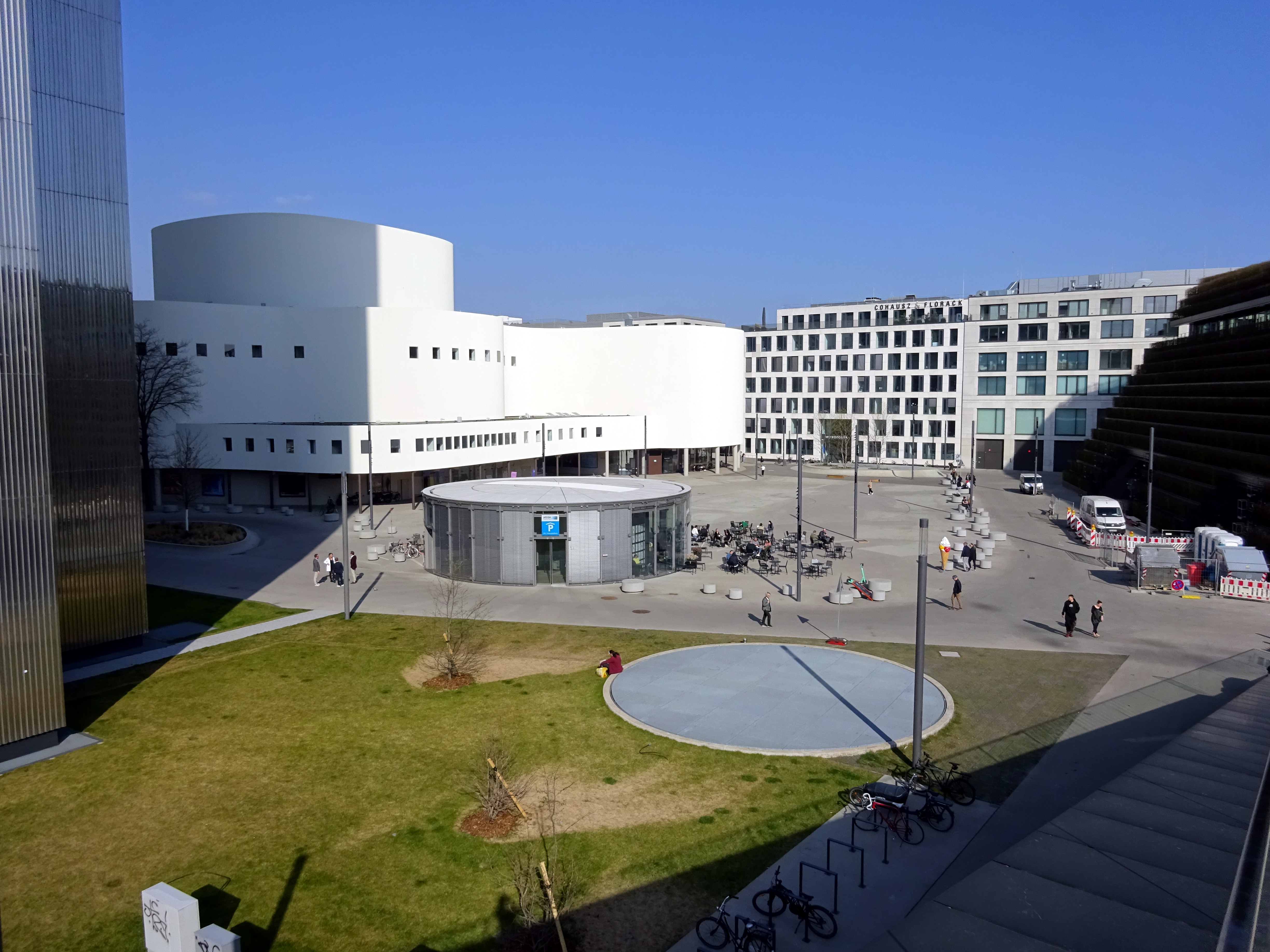
Ingenhoven war auch an Sanierung des benachbarten Schauspielhaus beteiligt.
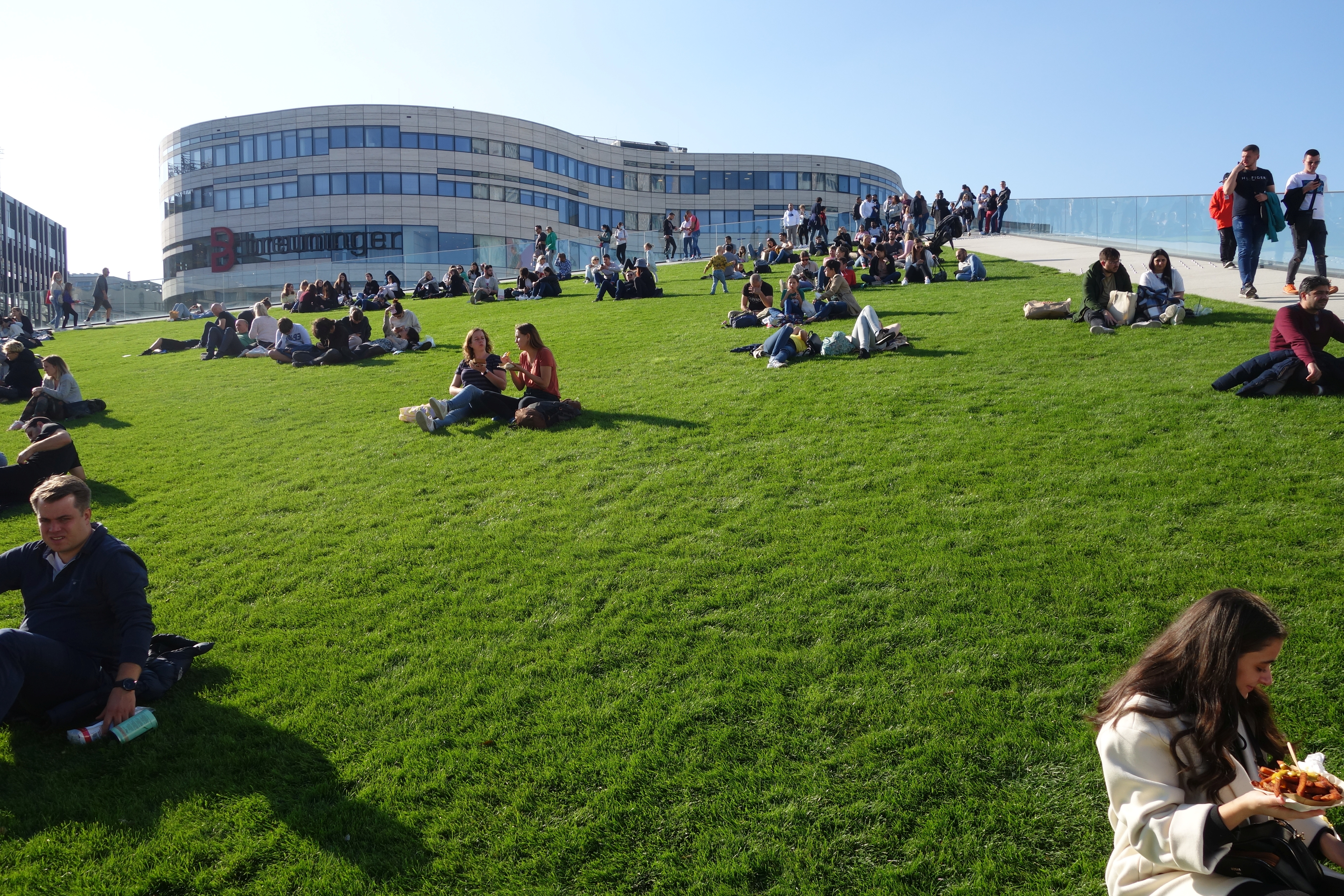
Besucher verweilen und betrachten auf dem begrünten Dach ein Stück erneuerte Innenstadt.
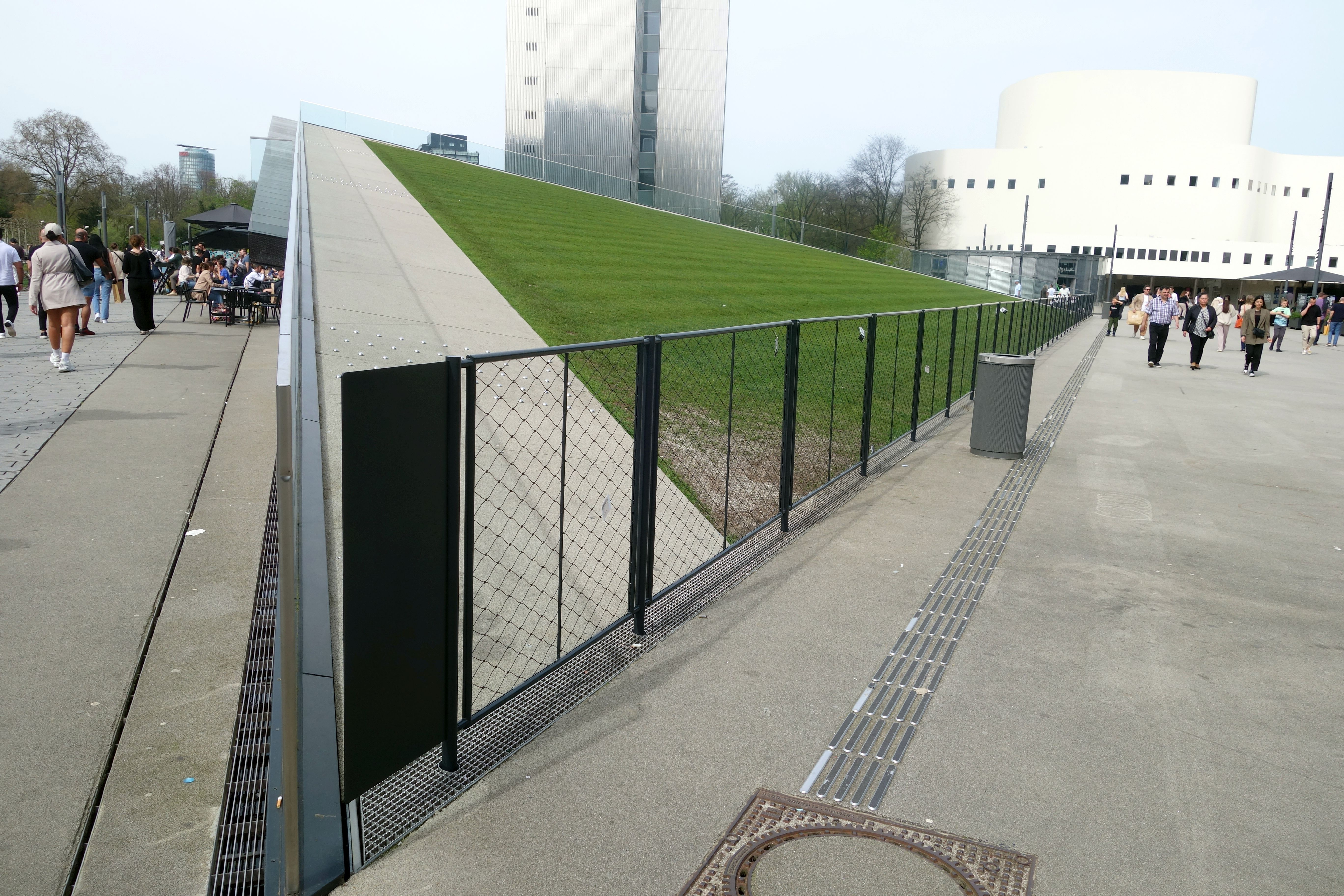
Ein professioneller Zaun schützt seit April 2024 zeitweilig die Rasenfläche zur Regenerierung.

### Freiraumkonzept
Die am Kö-Bogen gelegene Landskrone, ein Gewässer und Parkbereich des Hofgartens, wurde verlängert und endet wieder in Sichtachse zum Corneliusplatz und zum Kö-Graben. Auf den der Landskrone zugewandten Terrassen am Libeskindbau, den Hofgartenterrassen, sind Kirschbäume gepflanzt worden. Eine neue Brücke verbindet den Park an der Landskrone mit dem Kö-Bogen und dem Schadowplatz. Auf der Fläche der ehemaligen Hochstraße Tausendfüßler ist eine Platanenpromenade vorgesehen, ergänzt mit Trompetenbäumen. Die in diesem Konzept auch vorgesehene Begrünung der Gleistrasse für die Straßenbahnlinien 701, 705 und 706 zwischen Berliner Allee und Kaiserstraße wurde wie 2014 geplant, ausgeführt. Die jetzt im südlichen Bereich des Gustaf-Gründgen-Platzes vorgesehene Bauausführung führt zu einem fließenden Übergang von den Gebäuden zum Platz.

#### Pavillon

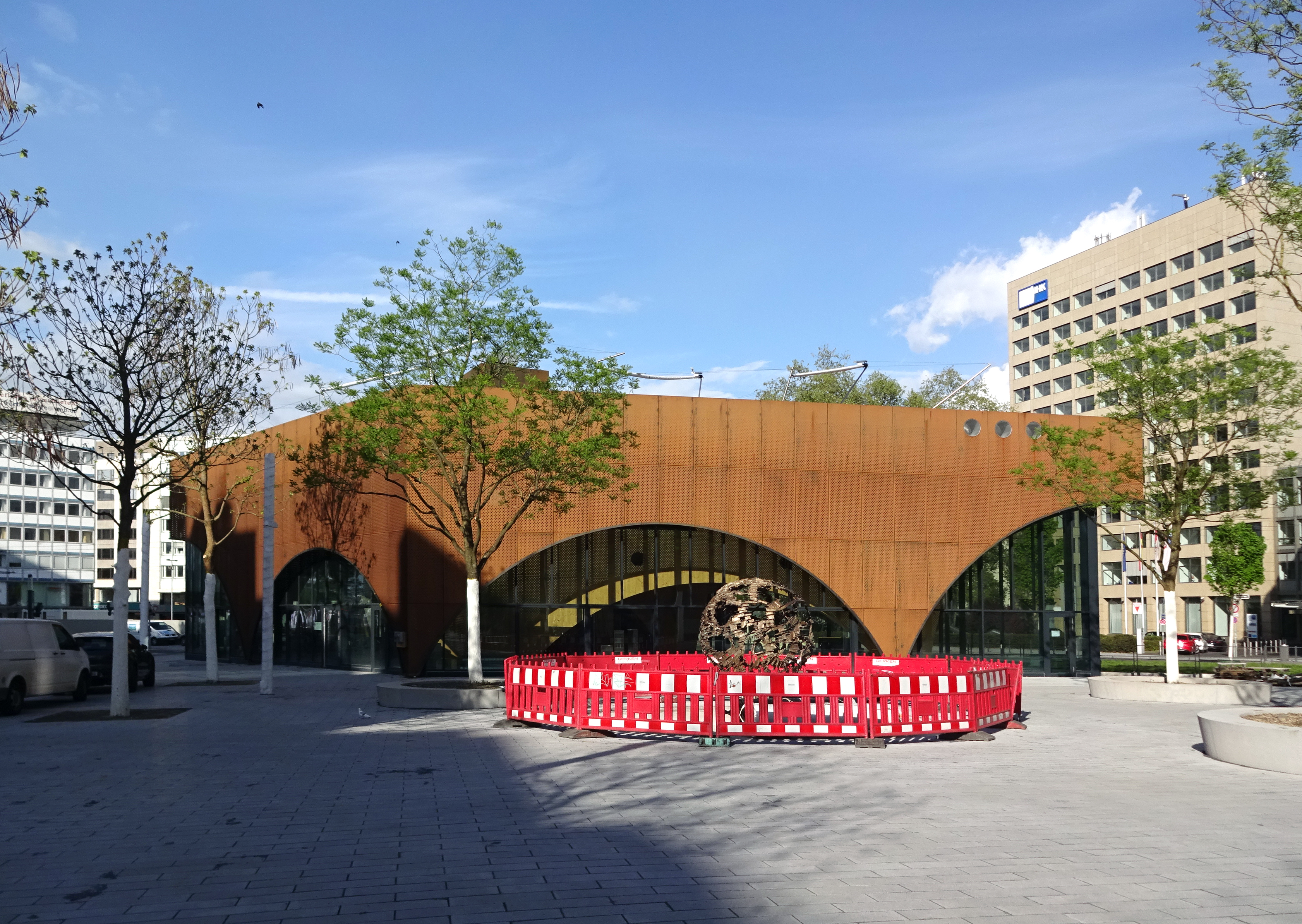
Pavillon am Martin-Luther-Platz mit Kugelbrunnen von Friederich Werthmann (April 2018)

Auf dem Martin-Luther-Platz wurde der Pavillon aus Glas, Stahl und Holz des Architekten Juan Pablo Molestina fertiggestellt und ist nun für die Gastronomie vorgesehen. Der annähernd dreieckige Bau ist eine Schottenkonstruktion aus massivem Holz mit leicht gebogener Form. Die Fassade aus orange-braunem Cortenstahl lehnt sich in ihrer Farbgebung und ihren Bögen an die Johanneskirche an. Der Pavillon, welcher dem Zugang der Schadow Arkaden gegenüber und direkt neben der Gleistrasse auf dem Tunnel der Berliner Allee steht, erhält zwei Terrassen mit je 350 Quadratmetern, eine auf dem Platz, eine auf der mit Sonnensegeln versehenen Dachfläche. Im Erdgeschoss stehen 400 Quadratmeter für die Restauration zur Verfügung, auf der Galerie zusätzlich 150 Quadratmeter. Da der nachrostende Stahl gelocht ist, ist eine Aussicht über Tags rundum möglich und am Abend wirkt der Bau einem Lampion, da das Licht nach außen durchschimmert. Die Eröffnung des Pavillons mit einem Ganztagsgastro-Konzept der Enchilada-Gruppe „Wilma Wunder“ erfolgte am 5. September 2018.

## Auswirkungen
Nach Untersuchungen eines auf Einzelhandel spezialisierten Makler- und Beratungsunternehmens sollen sich mit dem Kö-Bogen die Laufwege der Einzelhandelskunden im Düsseldorfer Zentrum so verschieben, dass die Kundenfrequenz in der Schadowstraße, am Schadowplatz und im nordöstlichen Teil der Königsallee deutlich zunimmt. Am Schadowplatz wurde die Miete eines Ladenlokals um rund 300 Prozent erhöht. Bereits kurz nach der Teileröffnung des Kö-Bogens im Oktober 2013 sprachen Immobiliensachverständige von einem erheblichen wettbewerbsbedingten Bau- und Investitionsimpuls, den der Neubau in seinem Umfeld dauerhaft auslöse.
Das Düsseldorfer Schauspielhaus nutzt den neu eingefassten Gustaf-Gründgens-Platz für Open-Air-Aufführungen. Auf der Königsallee wiederum kann nach dem Bau der U-Bahn ungehindert bis zum Hofgarten flaniert werden. Zusammen mit dem Abriss der Hochstraße Tausendfüßler ist der motorisierte Verkehr in den Untergrund gewichen. Corneliusplatz und Kö-Bogen sind nun gleichermaßen Orten für das Stadtgeschehen.  Die angrenzende Schadowstraße wurde ebenso einem Redesign unterworfen, kann aber der Konfrontation mit dem Ende von großen Warenhäusern nicht ausweichen. Im Juni 2024 hat der Rat der Landeshauptstadt Düsseldorf den Erwerb des früheren Kaufhofs beschlossen, eine Nutzung des Geländes zum Neubau der Oper ist angedacht.

## Kritik
Der erste Entwurf für den Kö-Bogen vom Architekturbüro Ingenhoven wurde zuerst auf der Immobilienmesse MIPIM 2003 in Cannes einem internationalen Publikum vorgestellt. Weitgehend unverändert ist der Entwurf dann durch die Gremien der Stadt beschlossen worden. Angesichts dieses Vorgehens warfen Kritiker der Stadt eine mangelnde Beteiligung der Öffentlichkeit und die Unterlassung eines von ihnen als nötig erachteten Architekturwettbewerbs vor.
Mit dem Verkauf des städtischen Grundstücks an einen Investor soll ein Teil der Baukosten für die Tunnel refinanziert werden. Zahlreiche Bürger protestierten durch Unterschriften und Leserbriefe gegen die geplante Bebauung, die sie als zu massiv kritisierten und bei der sie zahlreiche Fragen der Verkehrsplanung als nicht geklärt ansahen. Der Stadtrat hatte zuvor den Verkauf entschieden, ebenso die Bebauung durch einen Bebauungsplan. Die Gegner strengten ein Bürgerbegehren an, das sich gegen den Verkauf des Grundstückes richten sollte, da für ein direkt gegen einen Bebauungsplan gerichtetes Bürgerbegehren in Nordrhein-Westfalen keine Rechtsgrundlage besteht. Die Abstimmung am 13. April 2008 sollte die Frage beantworten, ob das Grundstück in städtischem Besitz verbleiben sollte. Das Bürgerbegehren scheiterte an zu geringer Wahlbeteiligung.
Nach dem gescheiterten Bürgerbegehren hatte ein Forum Kö-Bogen sieben nordrhein-westfälische Architekturhochschulen eingeladen, mit ihren Studenten alternative Bebauungskonzepte für den Kö-Bogen zu entwickeln. Die ersten zwölf Vorschläge, die von Studenten der RWTH Aachen, der Universität Dortmund und der Universität Siegen erarbeitet worden waren, wurden in einer Ausstellung der Architektenkammer NRW am 7. August 2008 erstmals der Öffentlichkeit vorgestellt.
In einem Pro & Contra zur Eröffnung 2013 bezeichnet Alexander Fils (Ausschuss für Planung und Stadtentwicklung, CDU) den Kö-Bogen I als eine „eigenständige Ikone“; er habe eine neue, expressive Formensprache und schaffe es, eine kleinteilige und elegante Wirkung zu erzeugen. Architekturprofessor Wolfgang Döring dagegen vermisst „Sorgfalt und Einfühlungsvermögen“; Düsseldorf habe keinen Bilbao-Effekt nötig, die Fassadendetails seien einfach ausgebildet, was wohl der Wirtschaftlichkeit geschuldet sei.

## Auszeichnungen
Am 13. März 2014 wurde der Kö-Bogen I auf der Immobilienmesse MIPIM in Cannes in der Kategorie Best Urban Regeneration Project (Bestes Stadterneuerungsprojekt) mit dem 2014 MIPIM Award ausgezeichnet.